# Politechnika Gdańska
Politechnika Gdańska (PG, Gdańsk Tech) – polska państwowa uczelnia o profilu technicznym w Gdańsku.
Uczelnia została powołana do życia w 1899 roku decyzją cesarza Wilhelma II; w dniu 16 marca 1899 roku pruscy posłowie zatwierdzili tę decyzję. Uczelnia została otwarta w 1904 roku jako, zgodnie z pierwszym statutem z 1 października 1904 r., „Politechnika Królewska w Gdańsku” (niem. Königliche Technische Hochschule zu Danzig).
Politechnika Gdańska jest jedną z najstarszych w Polsce autonomicznych uczelni państwowych i najstarszą na obecnym terenie Rzeczypospolitej politechniką. Uczelnia składa się z 8 wydziałów, na których studiuje około 18 tysięcy studentów na studiach inżynierskich i magisterskich realizowanych w systemie stacjonarnym i niestacjonarnym. Uczelnia zatrudnia około 2600 osób, w tym około 1200 nauczycieli akademickich.
Większość wydziałów Politechniki Gdańskiej posiada prawa akademickie, czyli jest uprawniona do nadawania stopni naukowych doktora i doktora habilitowanego oraz prowadzenia postępowań o nadanie tytułu naukowego profesora. W 2017 siedem wydziałów uzyskało akredytację w najwyższych kategoriach A i A+, nadaną przez Komitet Ewaluacji Jednostek Naukowych.
Politechnika Gdańska jest organizatorem wielu krajowych i międzynarodowych konferencji, sympozjów i seminariów. Prowadzi wymianę międzynarodową studentów i pracowników. Dział Międzynarodowej Współpracy Akademickiej zbiera i udostępnia informacje o programach międzynarodowych, możliwościach uzyskania stypendiów zagranicznych i zaproszenia stypendystów spoza Polski.
Od października 2015 jest uczelnią zrzeszoną w europejskiej organizacji wyższych szkół technicznych CESAER (Conference of European Schools for Advanced Engineering Education and Research).
Politechnika Gdańska jako jedyna polska uczelnia techniczna została ujęta w rankingu 800 najlepszych uczelni świata w zestawieniu Times Higher Education World University Rankings na rok 2020.
Uczelnia ma tradycje parlamentarnego i kulturalnego życia studenckiego. W 1957 roku powstał tu pierwszy niezależny Parlament Studencki w powojennej historii szkolnictwa wyższego w Polsce. 25 listopada 1957 w Auli Politechniki Gdańskiej odbyła się pierwsza sesja Uczelnianego Parlamentu Zrzeszenia Studentów Polskich.
Jesienią 1954 na PG rozpoczął działalność teatrzyk „Bim-Bom” z Wowo Bielickim, Zbigniewem Cybulskim, Jackiem Fedorowiczem i Bogumiłem Kobielą.
Za kształcenie na wysokim poziomie; za aktywne uczestnictwo w życiu miasta, pomoc kadry naukowej bądź w sferze konstrukcyjnej, badawczej, projektowej czy doradczej PG w 1997 otrzymała Medal Księcia Mściwoja II.
Gmach główny uczelni posiada bogaty wystrój rzeźbiarski, utrzymany w stylu neorenesansu niderlandzkiego, dzięki któremu budowla miała się wpisać w zabytkową architekturę Gdańska. Zespół zabudowy Politechniki Gdańskiej wpisany jest do rejestru zabytków.

## Historia

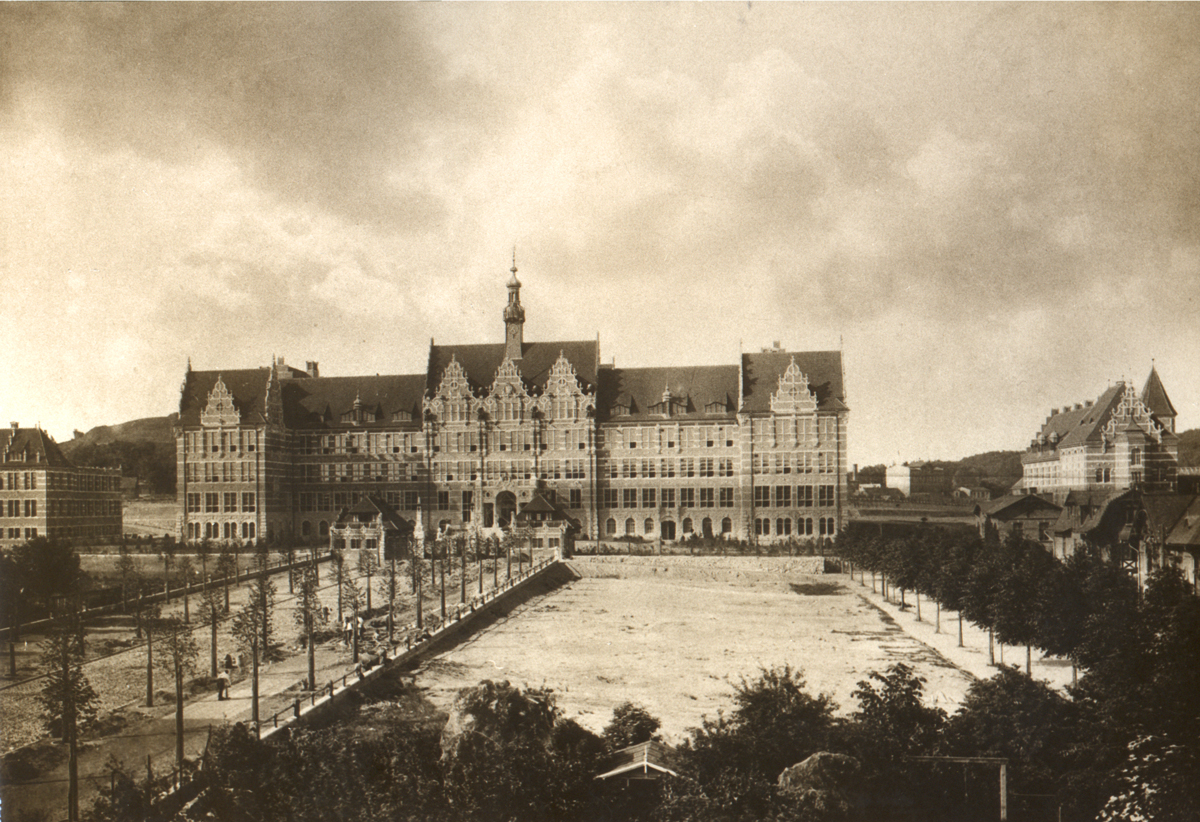
Gmach Główny w 1904

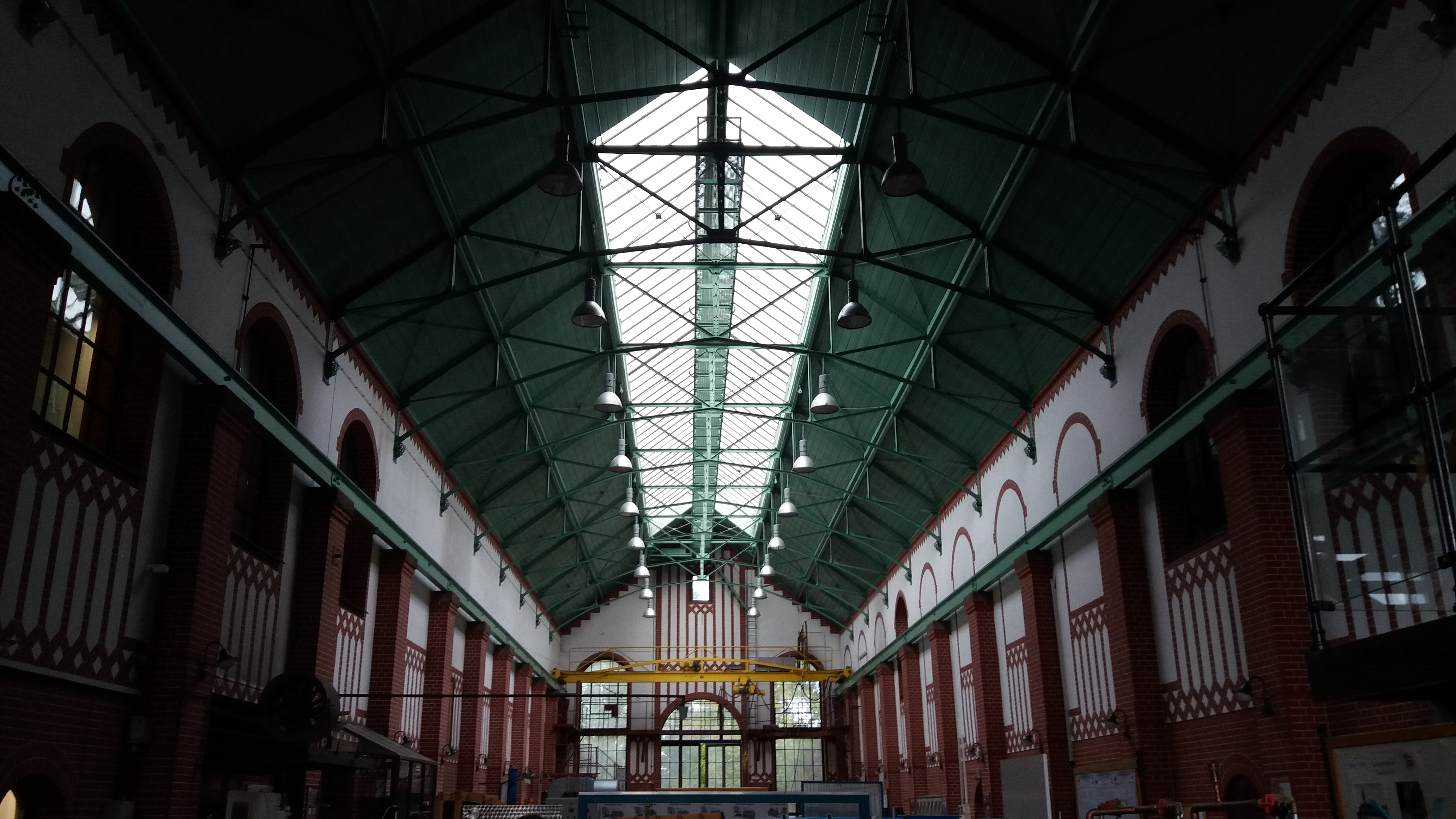
Hala maszyn elektrowni zasilającej Politechnikę Gdańską w elektryczność, parę, ciepłą wodę użytkową oraz centralne ogrzewanie od 1904 roku.

### Nazwy uczelni
- 1904–1918 – Królewska Wyższa Szkoła Techniczna w Gdańsku (niem. Königliche Technische Hochschule zu Danzig) Uczelnia składała się z 6 wydziałów: I Architektura, II Budownictwo, III Budowa Maszyn i Elektrotechnika, IV Budowa Okrętów i Maszyny Okrętowe, V Chemia i VI Nauki Ogólne[6].
- 1918–1921 – Wyższa Szkoła Techniczna w Gdańsku (niem. Technische Hochschule in Danzig)
- 1921–1939 – Wyższa Szkoła Techniczna Wolnego Miasta Gdańska (niem. Technische Hochschule der Freien Stadt Danzig)
- 1939–1941 – Wyższa Szkoła Techniczna Gdańsk (niem. Technische Hochschule Danzig)
- 1941–1945 – Wyższa Szkoła Rzeszy w Gdańsku (niem. Reichshochschule Danzig)
- od 24 maja 1945 – Politechnika Gdańska

### Do 1918

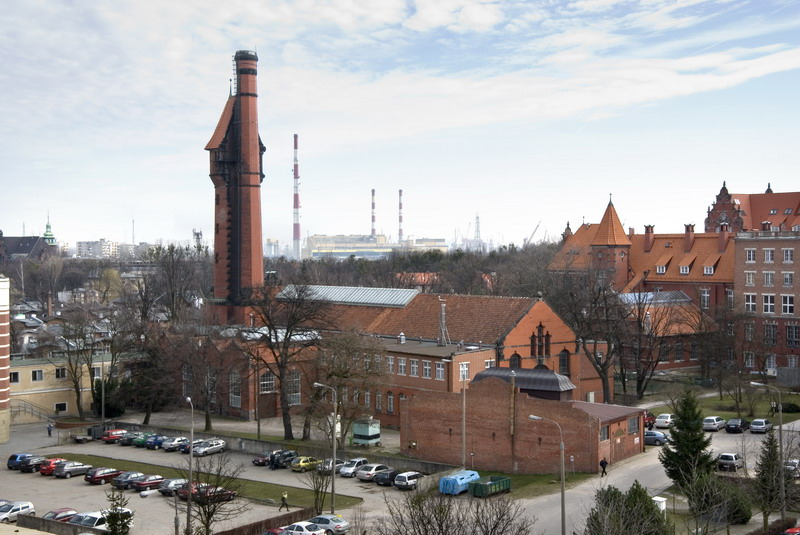
Wieża ciśnień i budynek Wydziału Mechanicznego Laboratorium Maszynowe

Uczelnia została założona w 1904 roku przez pruskie Ministerstwo Spraw Duchowych, Oświatowych i Medycznych przy wsparciu Towarzystwa Przyrodniczego w Gdańsku (łac. Societas Physicae Experimentalis, niem. Naturforschende Gesellschaft), było to jedno z pierwszych towarzystw naukowych na ziemiach polskich, którego celem było prowadzenie i popularyzacja badań z zakresu nauk związanych ze światem przyrody. Towarzystwo Przyrodnicze przekazało też nowo powstałej uczelni swoje zbiory.
W latach 1904–1918 uczelnia funkcjonowała pod zwierzchnictwem nadprezydenta prowincji zachodniopruskiej i ministra do spraw wyznań, oświaty i medycyny.
Najstarsze budynki dzisiejszej politechniki zostały wybudowane w latach 1900–1904, wedle projektów berlińskiego architekta Alberta Carstena przygotowanych dla nowo powstającej, wówczas określanej jako Królewsko-Pruska Wyższa Szkoła Techniczna (niem. Königliche Preussische Technische Hochschule).
Uroczysta inauguracja odbyła się 6 października 1904, w obecności niemieckiego cesarza Wilhelma II. Na studia zapisało się wtedy 189 osób, wolnych słuchaczy było 57 a gości 353, co daje w sumie 599 osób, dla których prowadzono zajęcia na sześciu wydziałach; w pierwszym semestrze zapisało się na studia 2 Polaków z Kongresówki i Poznańskiego.

### Lata 1918–1939
W latach 1918–1921 uczelnia nosiła nazwę Wyższej Szkoły Technicznej w Gdańsku (niem. Technische Hochschule zu Danzig), w tym czasie uczelnia funkcjonowała pod zwierzchnictwem Komisji Państw Sprzymierzonych.
Wraz z utworzeniem Wolnego Miasta Gdańska zmieniono nazwę uczelni na Wyższą Szkołę Techniczną Wolnego Miasta Gdańska (niem. Technische Hochschule der Freien Stadt Danzig), w latach 1921–1939 uczelnia funkcjonowała pod zwierzchnictwem wydziału do spraw oświaty, nauki, kultury i wyznań Senatu II Wolnego Miasta Gdańska.
1 sierpnia 1922 wprowadzono zmiany w statucie, regulaminie i strukturze uczelni. W miejsce sześciu wydziałów powołano trzy:
- Wydział I Nauk Ogólnych: Katedra Ia Humanistyczna, Katedra Ib Matematyczno-Fizyczna, Katedra Ic Chemiczna
- Wydział II Budownictwa: Katedra IIa Architektury, Katedra IIb Inżynierii Budowlanej
- Wydział III Inżynierii Maszynowej: Katedra IIIa Budowy Maszyn, Katedra IIIb Elektryczna, Katedra IIIc Budowy Okrętów (od 1929 Budowy Okrętów i Lotnicza).

W latach 1926/1927 nastąpiła zmiana nazwy Wydziału III na Wydział Budowy Maszyn, Elektrotechniki oraz Techniki Okrętowej i Lotniczej, 1938/1939 – zmiana nazwy Wydziału III na Wydział Maszynowy.

### Lata 1939–1945
W latach 1939–1941 zmieniono nazwę uczelni na Wyższą Szkołę Techniczną w Gdańsku (niem. Technische Hochschule Danzig), w latach 1941–1945 używana była nowa nazwa Wyższa Szkoła Rzeszy w Gdańsku (niem. Reichshochschule Danzig), ze znacznie zmniejszoną liczbą studentów i kadry naukowej. Formalnie od 29 IV 1941 uczelnia funkcjonowała pod zwierzchnictwem ministra Rzeszy Niemieckiej.
W styczniu 1945 zawieszono zajęcia i rozpoczęto ewakuację wyposażenia, księgozbioru i pracowników. Budynki zaadaptowano na szpital wojenny z 3 tysiącami łóżek.

### Przekształcenie w 1945
Na podstawie Dekretu (z mocą ustawy) Prezydenta Krajowej Rady Narodowej z wniosku Ministra Oświaty Rzeczypospolitej Polskiej z 24 maja 1945 istnieje jako uczelnia polska. Zgodnie z Dekretem o przekształceniu Politechniki Gdańskiej w polską państwową szkołę akademicką – współczesna Politechnika Gdańska zachowuje wszystkie prawa i obowiązki Politechniki w Wolnym Mieście Gdańsku. W 2005 Politechnika Gdańska świętowała 60-lecie istnienia i jednocześnie 100-lecie istnienia Politechniki w Gdańsku. Do dzisiaj istnieją spory o spadek po przedwojennej Politechnice, jednak akademicka świadomość niezależności i równości pozwala w spokoju przyjmować ciągłość, zgodnie z prawem, współczesnej i przedwojennej Politechniki.
W 1989 z inicjatywy rektora prof. Bolesława Mazurkiewicza uczelnia przyjęła dewizę „Wierna ojczyźnie i morzu”. W 2015, za kadencji prof. Henryka Krawczyka, przyjęto nową: „Historia mądrością – przyszłość wyzwaniem”.

## Program dydaktyczny
Wybrane laboratoria i kierunki studiów na Politechnice Gdańskiej posiadają certyfikaty potwierdzające jakość kształcenia i prowadzonych badań naukowych. Przykłady certyfikatów i świadectw uznania:
- Trzy certyfikaty Komisji Akredytacyjnej Uczelni Technicznych dla kierunków: informatyka na Wydziale Elektroniki, Telekomunikacji i Informatyki, biotechnologia na Wydziale Chemicznym oraz elektrotechnika na Wydziale Elektrotechniki i Automatyki. Kierunki równocześnie posiadają certyfikaty European Network for Accreditation of Engineering Education (ENAEE).
- Certyfikat CUDA Teaching Center na Wydziale Elektroniki, Telekomunikacji i Informatyki za zaangażowanie w rozwój kształcenia w zakresie przetwarzania równoległego z wykorzystaniem technologii CUDA. Dokument przyznała korporacja NVIDIA z siedzibą w Santa Clara, USA[24].
- Pierwsza na świecie akredytacja Microsoft Modern Lab dla laboratorium komputerowego na Wydziale Elektroniki, Telekomunikacji i Informatyki PG. Certyfikowane przez Microsoft laboratorium wyposażone jest w najnowocześniejszy sprzęt pozwalający na kształcenie wzmacniające samodzielność i innowacyjność studenta[25].
- Certyfikat w ramach Cadence Certified Lab Program dla Laboratorium Układów Scalonych i Programowalnych Katedry Systemów Mikroelektronicznych Wydziału Elektroniki, Telekomunikacji i Informatyki PG. Był to pierwszy w Polsce certyfikat przyznany w ramach inauguracji Cadence Certified Lab Program[26].
- Międzynarodowy certyfikat dla Wydziału Mechanicznego, wydany przez International Institute of Welding, uznający ośrodek szkoleniowy pod nazwą „Politechnika Gdańska – Zespół spawalnictwa” jako IIW Approved Training Body z uprawnieniami do szkolenia Międzynarodowych Inżynierów Spawalników[27].
- Laboratorium Badań Materiałów na Wydziale Mechanicznym legitymuje się trzema świadectwami uznania Polskiego Rejestru Statków dotyczącymi m.in. badań metali, ich własności, badań ultradźwiękowych etc.[28]
- Dwie pracownie na Wydziale Oceanotechniki i Okrętownictwa posiadają Certyfikaty Polskiego Rejestru Statków dotyczące m.in. badań naukowych, analitycznych i laboratoryjnych w dziedzinie oceanotechniki czy też badań własności fizyko-chemicznych, etc.
- Wydział Zarządzania i Ekonomii otrzymał instytucjonalny certyfikat wydany przez Association of MBAs (AMBA).
- Katedra Elektrochemii, Korozji i Inżynierii Materiałowej na Wydziale Chemicznym posiada dwa certyfikaty DNV GL – największego w Polsce towarzystwa klasyfikacyjnego statków i instalacji morskich oraz uznanego na świecie doradcy branży morskiej.

## Wydziały
Na 8 wydziałach uczelni – na studiach pierwszego, drugiego i trzeciego stopnia oraz podyplomowych w systemie studiów stacjonarnych i niestacjonarnych – studiuje ponad 20 tysięcy studentów:
- Wydział Architektury (kategoria A, 2017, KEJN)[8]
- Wydział Chemiczny (kategoria A+, 2017, KEJN)[8]
- Wydział Elektroniki, Telekomunikacji i Informatyki (kategoria A+, 2017, KEJN)[8]
- Wydział Elektrotechniki i Automatyki (kategoria A, 2017, KEJN)[8]
- Wydział Fizyki Technicznej i Matematyki Stosowanej (kategoria B, 2017, KEJN)[8]
- Wydział Inżynierii Lądowej i Środowiska (kategoria A, 2017, KEJN)[8]
- Wydział Inżynierii Mechanicznej i Okrętownictwa (kategoria A, 2017, KEJN)[8]
- Wydział Zarządzania i Ekonomii (kategoria A, 2017, KEJN)[8]

## Jednostki ogólnouczelniane i międzywydziałowe
- Biblioteka
- Centrum Języków Obcych
- Centrum Nauczania Matematyki i Kształcenia na Odległość
- Centrum Sportu Akademickiego
- Hotel Eureka w Sopocie

## Kampusy i budynki uczelniane

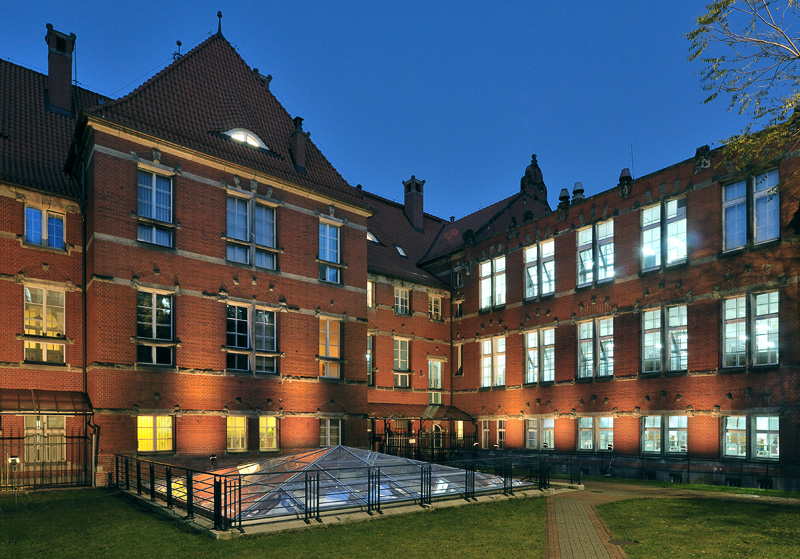
Budynek A Wydziału Chemicznego

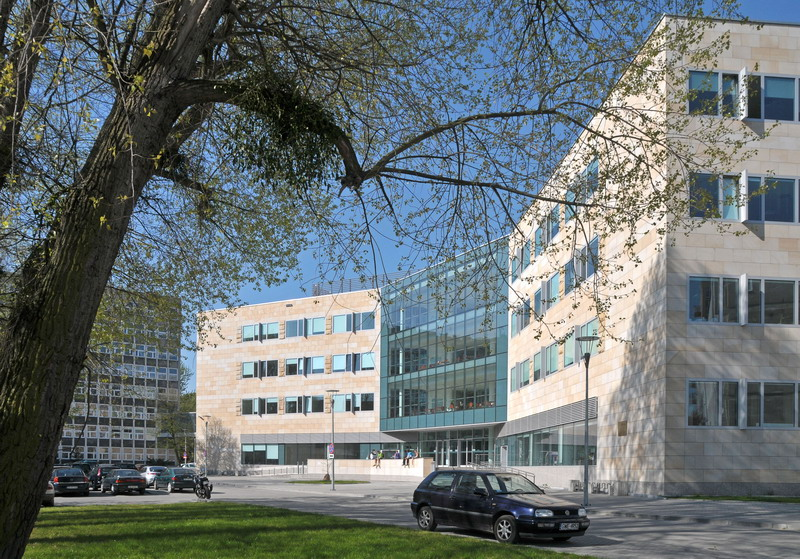
Budynek B Wydziału Elektroniki, Telekomunikacji i Informatyki

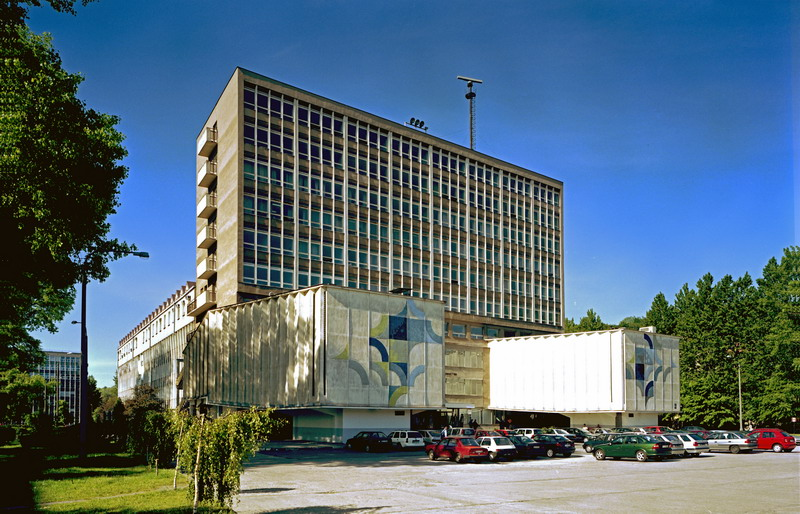
Budynek Wydziału Oceanotechniki i Okrętownictwa

Politechnika Gdańska znajduje się w centrum gdańskiego Wrzeszcza, dzielnicy dobrze skomunikowanej z pozostałymi częściami Trójmiasta. Budynki należące do kampusu Politechniki Gdańskiej, w tym obiekty dydaktyczne, administracyjne oraz domy studenckie, zlokalizowane są w sąsiedztwie ulic Traugutta, do Studzienki, Fiszera oraz al. Zwycięstwa. Gmach Główny uczelni mieści się przy ul. Narutowicza 11/12.
W założeniu pierwszych architektów budynki politechniki były obliczone na 600 studentów, z możliwością powiększenia tej liczby do 1000. Wmurowanie kamienia węgielnego pod budowę Politechniki Gdańskiej miało miejsce 7 czerwca 1900 roku. W ciągu czterech lat na terenie 6,4 ha wzniesiono gmachy o łącznej kubaturze przekraczającej 200 tys. m³.
Symbolem uczelni jest wzniesiony na początku XX wieku monumentalny Gmach Główny, zaprojektowany w stylu neorenesansu niderlandzkiego, przez wybitnego architekta i późniejszego profesora uczelni Alberta Carstena. Pod kierunkiem profesora Carstena wzniesiono również Laboratorium Maszynowe, a także budynki wydziałów Chemicznego oraz Budowy Maszyn i Elektrotechniki. Znaczne zniszczenia przyniosła II wojna światowa, kiedy wypaliło się 60 proc. kubatury Gmachu Głównego oraz 70 proc. pokrycia dachowego. Po wieńczącej gmach wieży zegarowej pozostała jedynie stalowa konstrukcja.
Zniszczenia wojenne całej uczelni oszacowano na około 16 proc. W pierwszej kolejności odbudowano mniej zniszczone Laboratorium Wytrzymałościowe i budynek Wydziału Chemicznego. Najdłużej trwała odbudowa Gmachu Głównego, w którym należało wzmocnić konstrukcję części środkowej. Budynek zyskał nowy wystrój, a pomieszczenia w nim otrzymały: Biblioteka Główna, Rektorat, Kwestura oraz Katedra Rysunku, Malarstwa i Rzeźby. Wraz z rozwojem uczelni trwała jej rozbudowa. W 1948 roku w budynku dawnej loży masońskiej oddano do użytku Laboratorium Wysokich Napięć i Przyrządów Rozdzielczych przy ul. Własna Strzecha 18a. W latach pięćdziesiątych kubatura budynków uczelnianych zwiększyła się o 65 proc. Powstały wówczas: pawilon Radiotechniki, budynek B Wydziału Chemicznego, hala doświadczalna dla Wydziału Budownictwa Wodnego (1953), Laboratorium Technologii Materiałów Maszynowych oraz nowe gmachy wydziałów: Budownictwa Wodnego, Wydziału Budowy Okrętów i Mechanicznego. W 1962 roku zbudowano kompleks Akademickiego Ośrodka Sportowego PG. Po modernizacji i rozbudowie w ostatnich latach (2010–2012) obecne Centrum Sportu Akademickiego PG posiada nowoczesny kompleks basenów, wioślarnię, halę sportową, halę tenisową oraz boisko do piłki nożnej z certyfikatem FIFA. W roku 1969 ukończono budowę gmachu Wydziału Elektroniki. Tego samego roku dobudowano skrzydło „B” do Gmachu Głównego. Lata 70. to czas, w którym powstały m.in.: budynek C Wydziału Chemicznego, gmach Instytutu Okrętowego oraz budynek dla Wydziału Elektrycznego przy ul. Sobieskiego 7, budynek Zespołu Opieki Zdrowotnej oraz Ośrodek Wypoczynkowy w Czarlinie.
Wraz ze wzrostem liczby studentów powstawały domy studenckie. Do roku akademickiego 1960/1961 roku powstało 7 akademików, a w latach 1970–1986 wybudowano trzy kolejne. Obecnie osiedle akademickie liczy 12 domów studenckich. W 1999 oddano do użytku Audytorium Novum, a w 2002 oddano do użytku nowy budynek Wydziału Zarządzania i Ekonomii. Czterokondygnacyjny gmach Wydziału Elektroniki, Telekomunikacji i Informatyki oddano do użytku w roku 2008. Łączna powierzchnia obiektu wynosi 12 tys. m². Trzecie piętro zajmuje Centrum Informatyczne Trójmiejskiej Akademickiej Sieci Komputerowej. Od 2013 na uczelni funkcjonuje budynek A Centrum Nanotechnologii, największej inwestycji ostatnich lat na Politechnice Gdańskiej. W centrum znajduje się 25 specjalistycznych laboratoriów dydaktyczno-badawczych.
Po 67 latach, dokładnie 13 maja 2012, odbudowana wieża zegarowa powróciła na Gmach Główny. 18-metrową konstrukcję o masie 15 ton udekorowano złotą rzeźbą Alegorii Nauki – postaci kobiecej trzymającej w jednej ręce księgę, a w drugiej – kaganek. Postać Alegorii wysokości 2,65 m pokryto 1250 płatkami złota (o powierzchni 64 cm² każdy). Wygląd wieży odtworzył dr inż. Wiesław Czabański, a koszt rekonstrukcji wyniósł około 1,1 mln zł.
4 sierpnia 2020 rozpoczęto rozbiórkę hali naukowo-dydaktycznej Wydziału Inżynierii Lądowej i Środowiska, zwanej potocznie „Halą Hydro” i służącej wcześniej przez wiele lat kadrze dydaktycznej Wydziału Budownictwa Wodnego PG oraz Instytutowi Budownictwa Wodnego PAN. Po rozebraniu hali (wcześniej rozebrano usytuowany obok pawilon z laboratorium geotechnicznym) w jej miejscu powstaje Centrum Ekoinnowacji: miejsce badań nad rozwojem proekologicznych rozwiązań i technologii ochrony środowiska. Przetarg na budowę centrum ogłoszono w 2021. Nowy budynek pomieści również centrum badawcze EkoTech.
19 lutego 2021 wmurowano akt erekcyjny ośrodka informatycznego o nazwie Centrum Kompetencji STOS (Smart and Transdisciplinary knOwledge Services) przy ul. Traugutta. Budowę rozpoczęto we wrześniu 2021, a zakończenie realizacji inwestycji o wartości ponad 200 mln zł planowane jest w pierwszym kwartale 2023 roku.
W końcu 2021 Politechnika za 24 mln zł nabyła od Uniwersytetu Gdańskiego budynek przy ul. Sobieskiego 18, zwolniony w 2013 przez Wydział Chemii. PG podjęła pierwsze starania o ten budynek już w 1947, ale wówczas otrzymał go Wydział Farmacji Akademii Lekarskiej.
Kampus Politechniki Gdańskiej stale się rozwija. Obecnie kampus uczelni tworzy kilkanaście budynków, zarówno zabytkowych, jak i współczesnych. Obecnie Politechnika Gdańska dysponuje terenami o powierzchni niemal 77 hektarów. W budynkach uczelni przebywa ponad 1200 pracowników naukowych i blisko 27 tys. studentów. Uczelnia posiada nowoczesne osiedle studenckie, które dysponuje ponad 2660 miejscami w domach studenckich, zlokalizowanymi w trzech atrakcyjnych punktach miasta.
.

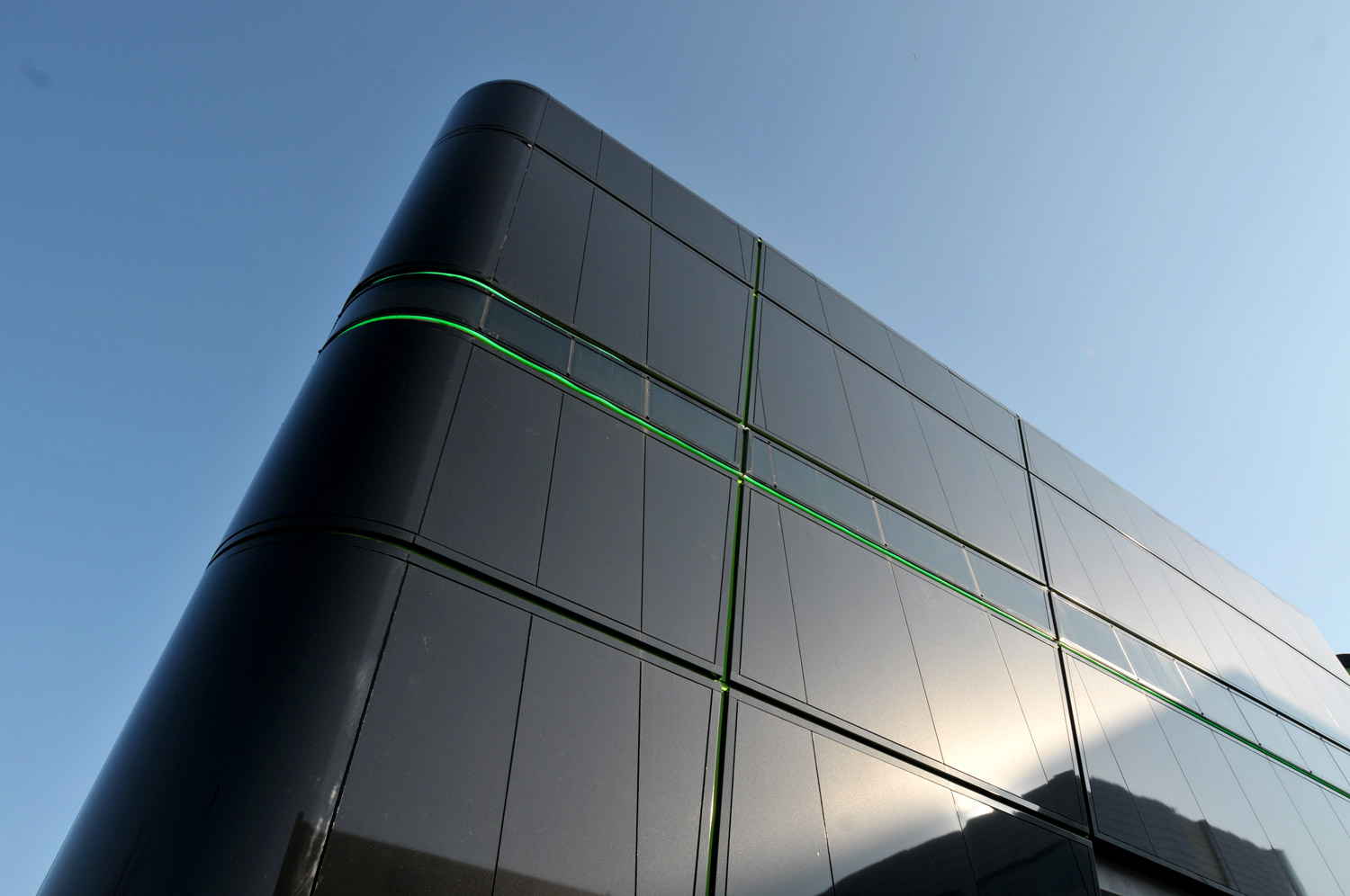
Laboratorium Innowacyjnych Technologii Elektroenergetycznych i Integracji Odnawialnych Źródeł Energii LINTE^2

Na terenie kampusu uczelni działają nowoczesne centra, w których prowadzone są zaawansowane prace naukowo-badawcze, służące rozwojowi inteligentnych specjalizacji, takie jak:
- Centrum Doskonałości Naukowej Infrastruktury Wytwarzania Aplikacji – świadczy usługi w obszarze kompetencji technologicznych dotyczących nowoczesnych platform wytwarzania aplikacji (równoległych, rozproszonych i mobilnych). Centrum oferuje swoim użytkownikom zaawansowaną infrastrukturę informatyczną, platformy wytwarzania aplikacji oraz katalog usług doradczych (superkomputer Tryton).
- Centrum Doskonałości WiComm – jeden z najsilniejszych ośrodków naukowo-badawczych w Polsce, specjalizujący się w zakresie technologii bardzo wysokich częstotliwości i mikrofal stosowanych w najnowocześniejszych systemach inteligentnych i wbudowanych.
- Centrum Ekoinnowacji – pierwsze w Polsce centrum realizujące ideę miast ekologicznych. Koncepcja centrum uwzględnia zastosowanie demonstracyjnych rozwiązań technologicznych, budynki centrum zostaną tak zaprojektowane, aby zmniejszyć ich niekorzystny wpływ na środowisko. Kierunki prowadzonych badań będą nakierowane na inteligentne specjalizacje regionu.
- Centrum Morskich Technologii Militarnych – realizuje zadania dotyczące problematyki obronności i bezpieczeństwa państwa. Oprócz prac badawczo-rozwojowych oraz wdrożeniowych centrum wykonuje m.in. naprawy i ekspertyzy na potrzeby Marynarki Wojennej RP.
- Centrum Nanotechnologii – 36 nowoczesnych laboratoriów dydaktyczno-badawczych, skupionych w dwóch ultranowoczesnych budynkach (Centrum Nanotechnologii A oddano do użytku w roku 2013, zaś budynek B w czerwcu 2015 roku). Wszystkie pracownie wyposażone są w unikatową aparaturę do badań, także na poziomie atomu.
- Centrum Nauczania Matematyki i Kształcenia na Odległość – jednostka uczelniana zajmująca się kształceniem z wykorzystaniem nowoczesnych metod i narzędzi modelowania matematycznego oraz wizualizacji danych bazując na technologiach ICT.
- Centrum Nowoczesnej Edukacji jest jednostką wspierającą rozwój nowoczesnej dydaktyki akademickiej na Politechnice Gdańskiej.
- Centrum Informatyczne Trójmiejskiej Akademickiej Sieci Komputerowej pełni rolę administratora akademickiej sieci komputerowej Pomorza oraz Centrum Komputerów Dużej Mocy. TASK gromadzi i udostępnia środowisku naukowemu zasoby obliczeniowe, programy i aplikacje, a także archiwizuje różnego typu dane.
- Centrum Transferu Wiedzy i Technologii – realizuje zadania związane z transferem technologii, rozwija współpracę z gospodarką oraz wspiera innowacyjność i przedsiębiorczość akademicką.
- Centrum Zaawansowanych Technologii „Pomorze” – wspólna inicjatywa Politechniki Gdańskiej i Uniwersytetu Gdańskiego. Celem centrum jest wspieranie rozwoju następujących domen: technologie informacyjne i telekomunikacyjne, materiały funkcjonalne i nanotechnologia, ochrona środowiska, biotechnologia, chemia żywności, chemia leków. W ramach CZT „Pomorze” funkcjonuje 10 specjalistycznych laboratoriów, min. Centrum Civitroniki i Laboratorium Biomateriałów.
- Interizon – Pomorski Klaster ICT – największy i najdynamiczniej rozwijający się klaster ICT w Polsce. Obecnie skupia ponad 150 podmiotów z różnych branż.
- Laboratorium Innowacyjnych Technologii Elektroenergetycznych i Integracji Odnawialnych Źródeł Energii LINTE^2 – ośrodek badań nad innowacyjnymi technologiami elektroenergetycznymi i integracją odnawialnych źródeł energii.
- Laboratorium Zanurzonej Wizualizacji Przestrzennej – unikatowe na skalę światową laboratorium, w którym możliwa jest wędrówka w świecie wirtualnym, symulacje rzeczywistości oraz analiza różnego typu działań np. dotyczących bezpieczeństwa.

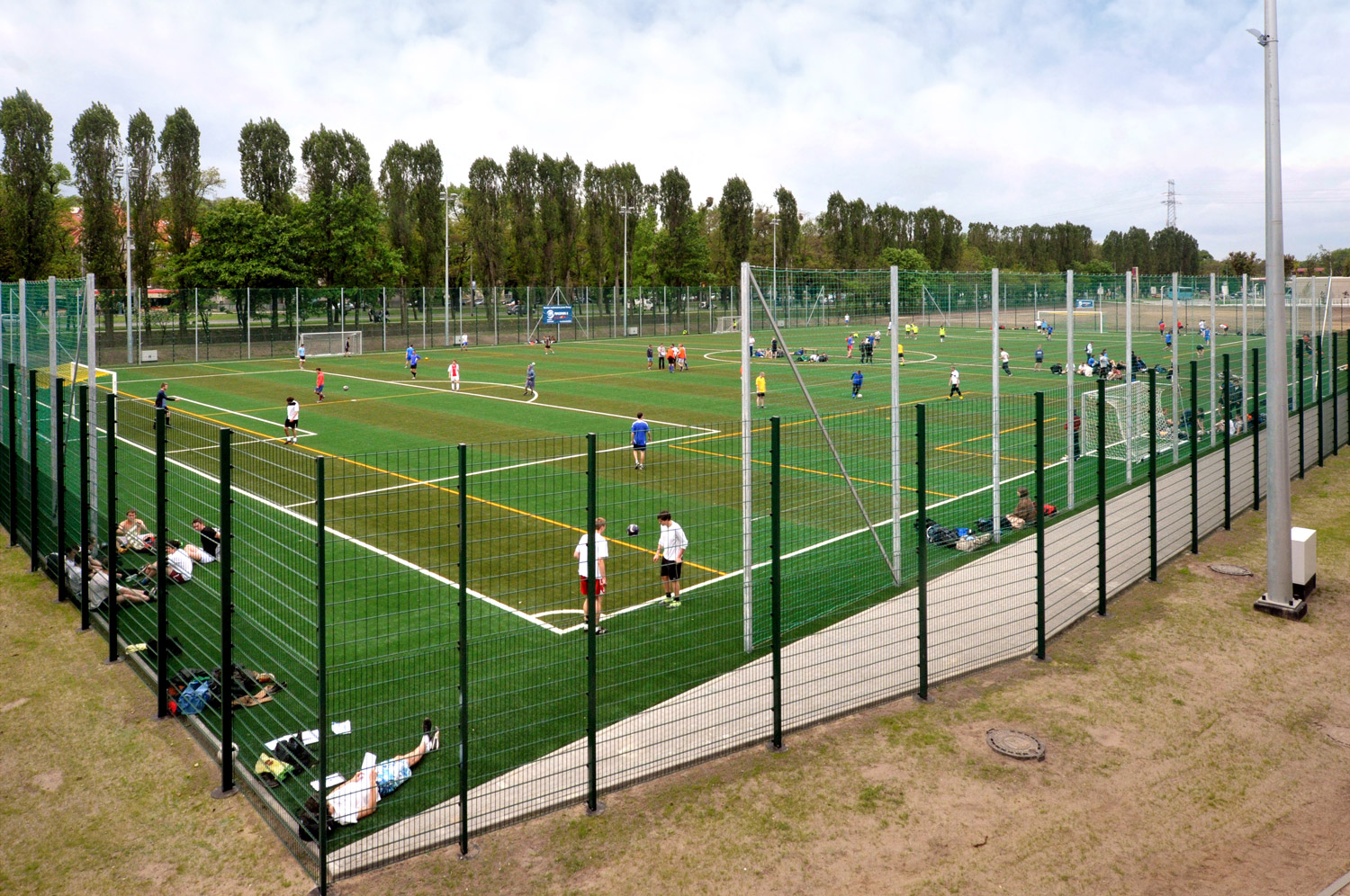
Centrum Sportu Akademickiego

Studenci i pracownicy mają do dyspozycji wysokiej klasy obiekty sportowe w Centrum Sportu Akademickiego, dysponującym nowoczesnymi obiektami sportowymi:
- dwoma basenami,
- pełnowymiarowym boiskiem piłkarskim,
- halą sportową, boiskiem do siatkówki,
- plenerowymi kortami tenisowymi,
- salą aerobiku,
- siłownią,
- wioślarnią,
- salą judo,
- sauną.

Młodzież może rozwijać się w 20 sekcjach sportowych, m.in. pływackiej, lekkoatletycznej, judo, siatkówki, piłki nożnej, tenisa ziemnego i stołowego itp.

### Zabytkowe miejsca

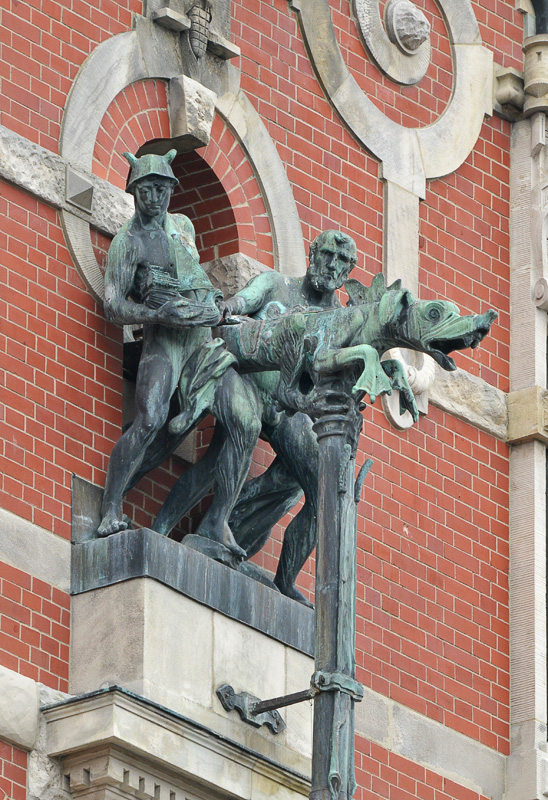
Rzygacze na Gmachu Głównym Politechniki Gdańskiej

Na Politechnice Gdańskiej znajdują się również zabytki:
- Gmach Główny powstał w latach 1900–1904 według projektu Hermanna Eggertta i Alberta Carstena równocześnie z budynkami Instytutu Elektrotechnicznego, Laboratorium Maszynowego i Wydziału Chemicznego. Wszystkie te obiekty wzniesiono w stylu renesansu północnego z elementami secesji. Frontowa część Gmachu Głównego jest ozdobiona licznymi kamiennymi rzeźbami, które symboliką nawiązują do przeznaczenia budynku. Nad centralnym wejściem znajduje się głowa Meduzy, chroniąca gmach przed intruzami i personifikująca energię. Rzeźby umieszczone nad wschodnią bramą boczną przedstawiają latarnię morską oraz wieżę Kościoła Mariackiego, nad zachodnią bramą: częściowo zniszczony symbol parowozu oraz dziób statku. Nad oknami wysokiego parteru umieszczono podobizny pruskich uczonych i pionierów techniki XIX wieku: architekta Karla Friedricha Schinkla, fizyka Gotthilfa H.L. Hagena, producenta parowozów Johanna F.A. Borsiga i budowniczego okrętów Ferdinanda Schichaua.

Dekorację instalacji odprowadzania wody z dachu stanowią cztery miedziane rzygacze w postaci mężczyzn trzymających stwory wodne.
- Wieża zegarowa, zniszczona w 1945 roku powróciła na dach Gmachu Głównego 13 maja 2012 roku. Wieża ma 18 m wysokości, waży 15 ton. Wieżę wieńczy pozłacana rzeźba Alegorii Nauki. Budynek główny obejmuje dziedzińce wewnętrzne przykryte szklanymi kolebkami założonymi w 2004 roku według projektu Wiesława Czabańskiego i Z. Wilka. Dziedziniec Południowy w 2012 roku przyjął oficjalnie imię Jana Heweliusza.

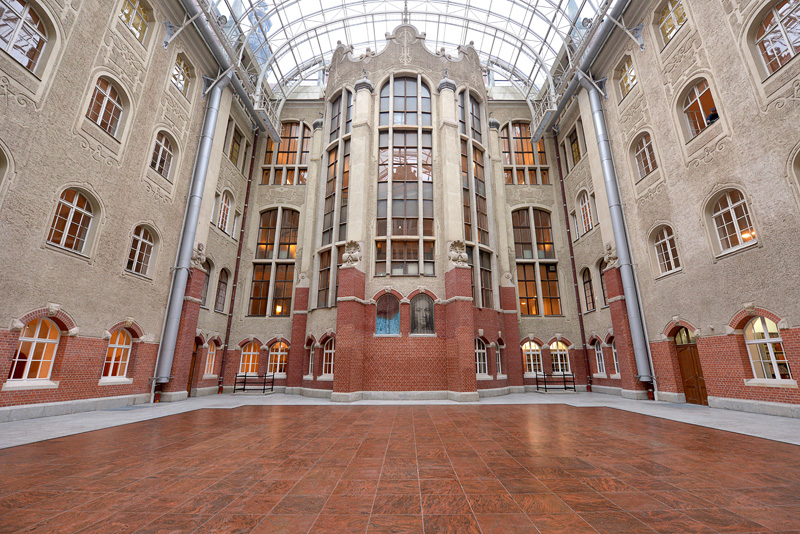
Dziedziniec Daniela Gabriela Fahrenheita

- Wahadło Foucaulta służy do demonstrowania ruchu obrotowego Ziemi wokół własnej osi. Nazwa pochodzi od nazwiska francuskiego fizyka, który pierwszy wykonał podobne doświadczenie w 1851 roku w paryskim Panteonie.

Urządzenie, które pojawiło się w 2005 roku na Dziedzińcu Południowym, to ważący 64 kg metalowy dysk zawieszony na ramieniu długości 26 m. Obserwację wahań ułatwia promień lasera. Elektromagnes umieszczony w punkcie zawieszenia podtrzymuje wahania, które bez niego po pewnym czasie by zanikły.
- Reliefy przedstawiające portret Jana Heweliusza i projekt refleksyjnego zegara słonecznego (po lewej) i obrotową mapę nieba z sekstantem zamontowane w niszach okiennych nad wahadłem Foucaulta. Reliefy ze stali nierdzewnej wykonał Robert Kaja. W październiku 2013 roku na Dziedzińcu Północnym odsłonięto relief z podobizną wielkiego gdańszczanina D.G. Fahrenheita, fizyka, inżyniera, wynalazcy areometru, termometru rtęciowego i twórcy skali temperatury.
- W jednej z nisz okiennych znajduje się podobizna wielkiego fizyka. Druga pokryta jest grubą szklaną taflą. Górna część instalacji przypomina siatkę naczyń krwionośnych, natomiast dolna, o błękitnym odcieniu, obrazuje strukturę kryształów widzianych na szybie w czasie mrozów. Na środku umieszczony został termometr Fahrenheita.
- Zabytkowe liczniki gazowe W 1904 roku wraz z wybudowaniem gmachów politechniki oddano do użytku wewnętrzną sieć gazową. Rozpoczynała się tuż przy Portierni Głównej. W odpowiednim pomieszczeniu umiejscowiono główny zawór i pomiar zużycia gazu. Stała ekspozycja zabytkowych wodnych liczników gazowych politechniki w Gdańsku, stojących na pierwotnych stanowiskach pomiarowych od chwili ich montażu do dziś, zawiera zachowane fragmenty instalacji.
- Kordegardy przy bramie wejściowej Dwa niewielkie budynki usytuowane symetrycznie względem osi głównej, przed Gmachem Głównym. Po wschodniej stronie znajduje się dawny dom portiera (z symbolem klucza) oraz domek, który oficjalnie był „domkiem głównego elektryka”, z symbolem kwiatka (prawdopodobnie domek ogrodnika). Po modernizacji siedziba Działu Promocji PG i Portiernia. Przy domku portiera znajduje się zrekonstruowana rzeźba sowy naturalnej wielkości, symbolu wiedzy i mądrości.
- Laboratorium Maszynowe Górujący nad kampusem Politechniki Gdańskiej zabytkowy komin, wraz z przylegającą do niego wieżą ciśnień, powstał jako część Laboratorium Maszynowego. Wybudowane w 1904 roku według projektu Hermanna Eggertta i Alberta Carstena, spełniało potrzeby uczelni w zakresie zaopatrzenia w ciepło, wodę i elektryczność oraz służyło do potrzeb dydaktycznych. Budynek składał się z podpiwniczonej hali maszyn, przylegającej kotłowni, usytuowanego między nimi komina z przylegającą wieżą ciśnień i ciągu pomieszczeń. Projekt wyposażenia – prof. Josse. W 1945 była to pierwsza elektrownia uruchomiona interwencyjnie w Gdańsku, która służyła mieszkańcom Wrzeszcza. W sierpniu 1945 energia elektryczna wytworzona przez politechnikę posłużyła do uruchomienia zniszczonej i zatopionej elektrowni miejskiej na wyspie Ołowiance. Laboratorium zostało rozbudowane i zmodernizowane w latach 1994–1997. W budynku zachowano liczne zabytki techniki.
- Chłodnia kominowa Nieopodal laboratorium postawiono chłodnię kominową oraz budynek maszynisty. Postawiona do schładzania wody w obiegu zamkniętym. Stalowa konstrukcja chłodni o wysokości 28 m została ustawiona na granitowym fundamencie za halą maszyn. Dolna część chłodni to zraszalnik, który był w przekroju owalny i spełniał funkcję wymiennika ciepła. Na części owalnej ustawiono komin o przekroju kołowym, służący do osiągnięcia swobodnego ciągu powietrza. Hełm chłodni zakończono szpicą.
- Gmach Wydziału Elektrotechniki i Automatyki Budynek Instytutu Elektrotechnicznego (Elektrotechnisches Institut) powstał w latach 1900–1904 według projektu Hermanna Eggertta i Alberta Carstena. Składał się z czterech wyróżniających się powierzchniowo i przestrzennie części połączonych ze sobą korytarzem: laboratoriów z warsztatami i z małą salą audytoryjną, hali maszyn (Hala Napędu), sali audytoryjnej i laboratoriów oraz kreślarni z dodatkowymi pomieszczeniami. Obecnie budynek nosi imię Prof. Kazimierza Kopeckiego. W gmachu mieszczą się duże sale audytoryjne, odnowione E1 i zabytkowe audytorium E41 im. Prof. Stanisława Szpora, które po gruntownym remoncie i restauracji odzyskało dawny wygląd z 1904 roku. Zakończony w 2011 roku remont, modernizacja oraz wyposażenie zabytkowych sal w nowoczesny sprzęt audiowizualny i technologie ICT sfinansowano ze środków projektu „Nowoczesne Audytoria Politechniki Gdańskiej”. Na budynku widnieje jedna z najciekawszych rzeźb na terenie całego kompleksu politechniki. Przedstawia całującą się parę – młodą kobietę z kłosem zbóż i mężczyznę z pochodnią w ręku.
- Audytorium E1 Budynek laboratorium jest obiektem przybudowanym do budynku głównego wydziału elektrycznego. W latach 2006–2008 przeprowadzono przebudowę wnętrza sali wykładowej laboratorium Napędu Elektrycznego na audytorium wykładowe. Na zapleczu Audytorium E-1 znajduje się stała ekspozycja zabytkowych urządzeń miernictwa elektrycznego.
- Budynek Wydziału Chemicznego – „Stara Chemia” Gmach Instytutu Chemicznego (Chemisches Institut) jest jednym z budynków pierwotnie wzniesionych w latach 1900–1904 dla Politechniki Gdańskiej. Wejście główne zdobi portal z zestawem symboli, związanych z przeznaczeniem budynku. Nad łukiem wejściowym widnieje ozdobny kartusz (aktualnie z napisem „CHEMIA”) zwieńczony trójkątnym, otwartym tympanonem. W 2010 roku zakończono rewitalizację północnego skrzydła budynku Chemii A, mieszczącego Audytorium Chemiczne z zapleczem.
- Symbole pierwiastków Symbole pierwiastków równomiernie rozmieszczone wzdłuż górnej krawędzi fasady bocznych skrzydeł budynku Wydziału Chemicznego. 24 znaki – mocno stylizowane litery przedstawiające symbole chemiczne pierwiastków. Podzielone zostały na 4 grupy, po sześć symboli każda. Na zachodnim skrzydle umieszczono symbole niemetali, natomiast na wschodnim – metali. Symbole pierwiastków opisano oznaczeniami używanymi na przełomie XIX i XX wieku.

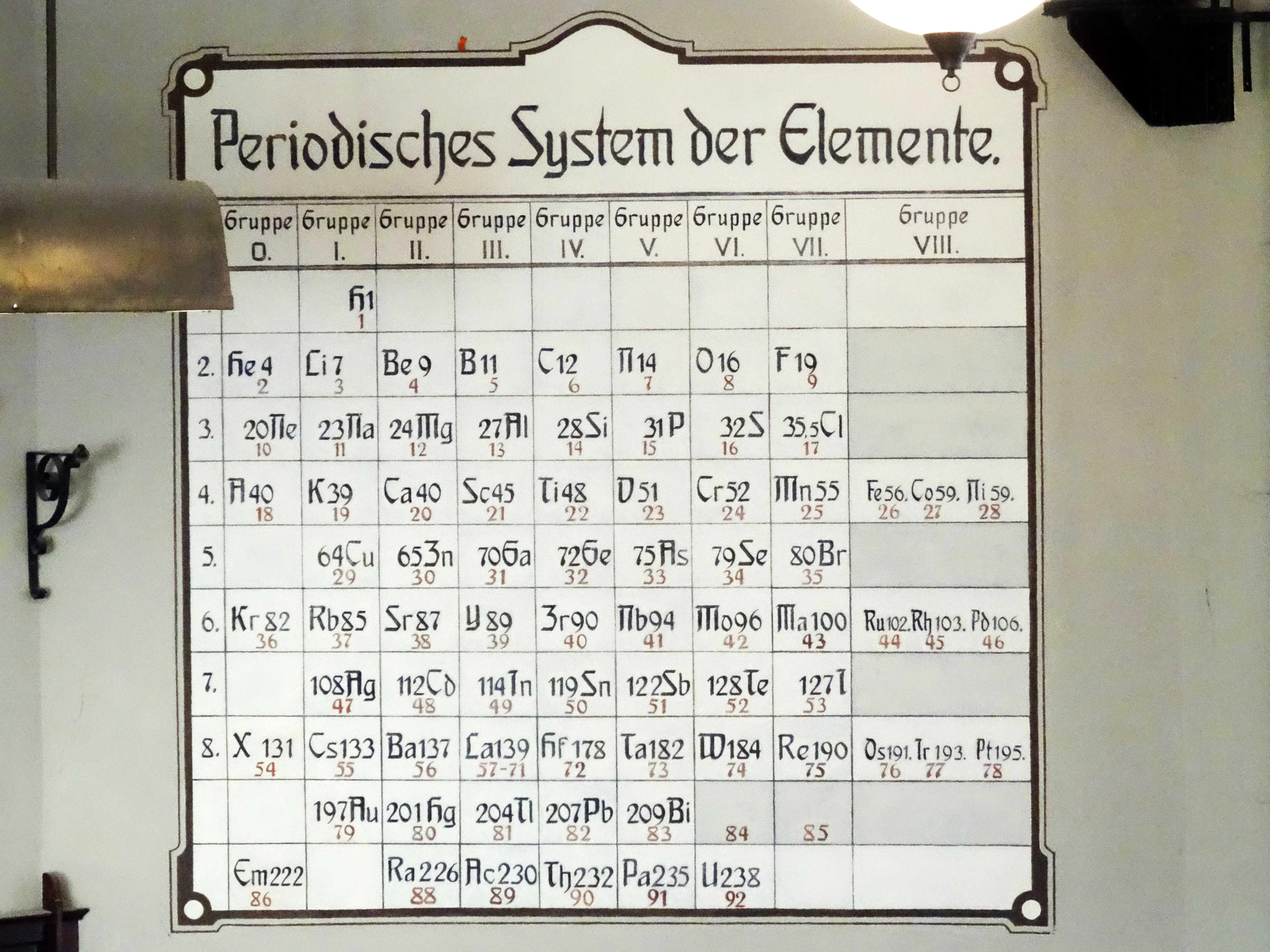
Odrestaurowany układ okresowy prezentowany w latach 1904–1945 na ścianie Audytorium Chemicznego Politechniki Gdańskiej. Zwraca uwagę brak polonu (l.a. 84), odkrytego już w 1898 roku przez Marię Skłodowska-Curie, oraz obecność mazura (masurium, symbol Ma, l.a. 43), opisanego w 1925 roku przez badaczy niemieckich, a którego odkrycie nie zostało uznane na świecie.

- Audytorium Chemiczne PG Aula audytoryjna po rewitalizacji uzyskała wygląd wnętrza z początku XX wieku. W cechującym się doskonałą akustyką, zabytkowym Audytorium Chemicznym zachowano 80 proc. oryginalnego wyposażenia i wystroju wnętrza: dekorację malarską ścian, zdobnicze elementy architektoniczne sklepienia, stoły laboratoryjne, siedziska z zapleckami i pulpity. Zachowały się także kamionkowe zlewy laboratoryjne, stolarka okienna – łącznie z klamkami, okuciami i zawiasami; drzwi, obudowa rolet okiennych razem z silnikami elektrycznymi. Dygestorium, łączące audytorium z przyległym pomieszczeniem pozwalało i pozwala prowadzić skomplikowane reakcje chemiczne z zachowaniem doskonałej widoczności oraz bezpieczeństwa demonstratora i publiczności. W Audytorium są też niezbędne we współczesnej nauce i dydaktyce urządzenia multimedialne – projektory, nagłośnienie, system kamer, które pozwalają prowadzić telewykłady przez Internet.
- Tablica Mendelejewa Odkryta podczas renowacji Audytorium Chemicznego i odrestaurowana tablica układu okresowego pierwiastków wymalowana na ścianie w 1904 roku, przedstawia wiedzę chemiczną z pierwszej połowy XX wieku. Interesujące są stare symbole pierwiastków: argon Ar (l.a. 18, tu: A), technet Tc (l.a. 43, tu: Ma, masurium, Niemcy 1925, odkrycie to odrzucono, i finalnie potwierdzono istnienie pierwiastka po eksperymentach zespołu włoskiego w 1936, Palermo), ksenon Xe (l.a. 54, tu: X), radon Rn (l.a. 86, tu: Em, emanation). Zwraca uwagę brak pierwiastków: polonu Po (l.a. 84, choć odkrytego jeszcze przed wybudowaniem politechniki przez polską badaczkę Marię Skłodowską-Curie w 1898), astatu At (l.a. 85, Berkeley 1940), fransu Fr (l.a. 87, Francja 1939), neptunu Np (l.a. 93, Berkeley 1940) i dalszych aktynowców i lantanowców.

### Miejsca upamiętnienia ważnych osób
Budynki

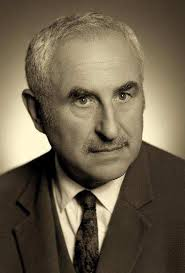
Kazimierz Kopecki

- Gmach Wydziału Elektrotechniki i Automatyki im. profesora Kazimierza Kopeckiego
- Budynek „Chemia B” Wydziału Chemicznego im. profesora Wacława Szybalskiego

Dziedzińce
- Dziedziniec Północny im. Daniela Gabriela Fahrenheita
- Dziedziniec Południowy im. Jana Heweliusza

Audytoria
- Audytorium im. profesora Edwarda Geislera
- Audytorium im. doktora Stanisława Kowalskiego
- Audytorium im. profesora Jacka Namieśnika
- Audytorium im. profesora Aleksandra Potyrały
- Audytorium im. profesora Hilarego Sipowicza
- Audytorium im. profesora Adama Synowieckiego
- Audytorium im. profesora Stanisława Szpora
- Audytorium im. profesora Kazimierza Zygmunta

Sale

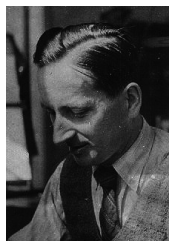
prof. Kazimierz Zygmunt

- Sala im. profesora Witolda Nowackiego
- Sala im. profesora Adolfa Polaka
- Sala im. Jędrzeja Śniadeckiego

### Tablice pamiątkowe
Tablice poświęcone zasłużonym postaciom
- Profesorowie: Ignacy Adamczewski, Leon Kamieński, Stefan Minc, Tadeusz Pompowski, Włodzimierz Rodziewicz, Tadeusz Sulma, Ernest Sym, Włodzimierz Wawryk (zbiorcza tablica pamiątkowa)
- prof. Wacław Balcerski
- prof. Michał Broszko (odsłonięta w 1955)
- prof. Bronisław Bukowski (odsłonięta w 1975)
- prof. Jerzy Doerffer (odsłonięta w 2008)
- prof. Edward Geisler (odsłonięta w 1987)
- prof. Alfons Hofmann
- prof. Kazimierz Kopecki
- dr Stanisław Kowalski
- prof. Henryk Markiewicz
- prof. Witold Nowacki (odsłonięta w 1995)
- prof. Adolf Polak (odsłonięta w 1985)
- prof. Aleksander Rylke
- prof. Stanisław Szpor (odsłonięta w 1986)
- prof. Tadeusz Szulczyński
- prof. Wacław Szybalski
- Jędrzej Śniadecki
- doc. Emil Taszner
- prof. Kazimierz Zygmunt
- Dziekani Wydziału Elektrycznego (zbiorcza tablica pamiątkowa)
- Fundatorzy Pawilonu Technologicznego Wydziału Chemicznego (odsłonięta w 1974)
- Pracownicy i studenci PG, którzy godną postawą w latach 1945–1989 dawali świadectwo swojego patriotyzmu, działając na rzecz odzyskania przez Polskę pełnej suwerenności (zbiorcza tablica pamiątkowa, odsłonięta w 2010)
- Studenci Polacy Politechniki Gdańskiej z lat 1904–1939, którzy zginęli za ojczyznę (zbiorcza tablica pamiątkowa, odsłonięta w 1994)

Tablice poświęcone organizacjom

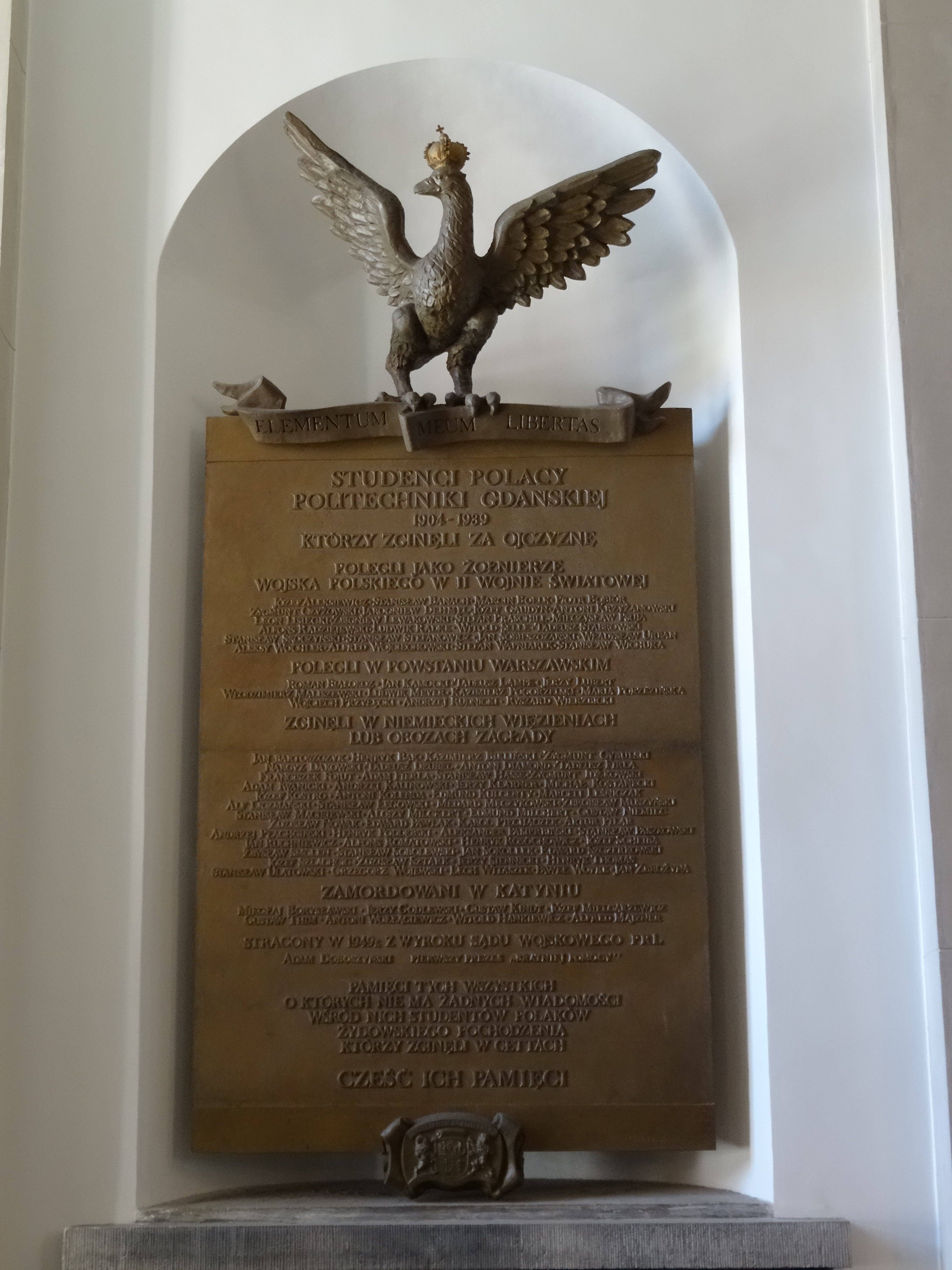
Tablica upamiętniająca Polaków – przedwojennych studentów Politechniki Gdańskiej

- Zrzeszenie Studentów Polaków Politechniki Gdańskiej „Bratnia Pomoc” (odsłonięta w 1980)[b]
- S.A.R. i Radio SAR (odsłonięta w 2007)

Tablice poświęcone wydarzeniom
- 1000-lecie Państwa Polskiego 960-1960

## Badania naukowe

### Logo HR Excellence in Research
Komisja Europejska przyznała Politechnice Gdańskiej prawo do posługiwania się prestiżowym logo HR Excellence in Research. Otrzymanie Logo HR Excellence in Research jest znakiem jakości potwierdzającym stosowanie na Politechnice Gdańskiej najwyższych standardów w badaniach naukowych i zatrudnianiu prowadzącej je kadry. Prawo do wykorzystywania symbolu potwierdza spełnianie przez uczelnię europejskich standardów, jak również zwiększa zainteresowanie potencjalnych kandydatów na stanowiska naukowe.

### Najnowsze osiągnięcia
- CyberOko Opracowane pod kierunkiem prof. Andrzeja Czyżewskiego z Wydziału Elektroniki, Telekomunikacji i Informatyki, zostało polskim „Wynalazkiem roku 2013”. Interfejs służy do diagnozy i terapii osób pozostających w śpiączce.
- MEDEYE System wspomagania diagnostyki badań endoskopowych przewodu pokarmowego człowieka. Współcześnie badania endoskopowe można realizować za pomocą kapsułki zawierającej w środku urządzenie elektroniczne wyposażone w kamerę i bezprzewodowy nadajnik. Pacjent połyka kapsułkę, która wędruje po organizmie od kilku godzin do kilku dni. System MedEye wspomaga pracę lekarza, gdyż zawiera repozytorium nagrań z badań endoskopowych zawierających blisko 5000 przypadków. W ciągu około 15 minut wskazuje miejsca w nagraniu, gdzie występuje nowotwór, krwawienie, polip czy inna choroba przewodu pokarmowego. Co więcej, powiadomienie o zakończonej analizie lekarz otrzymuje esmesem lub pocztą elektroniczną. System powstał w zespole pod kierunkiem prof. Henryka Krawczyka, rektora uczelni w latach 2008–2016.
- Domowy asystent osób starszych i chorych Domowy asystent osób starszych i chorych to zestaw urządzeń dyskretnie nadzorujących człowieka w codziennych czynnościach. Dzięki różnego rodzaju czujkom i sensorom asystent zbiera informacje. W sytuacji, gdy dane znacząco odbiegają od normy, system alarmuje osobę opiekującą się chorym. Projekty to m.in. wanna nadzorującego chorego podczas kąpieli, e-narzuta monitorująca czynności serca podczas odpoczynku w fotelu czy e-dmuchawka do rehabilitacji po niedowładach twarzy.
- Opatrunki na trudno gojące się rany Wyglądem przypominają gąbkę lub mają postać hydrożelową. Nowej generacji opatrunki medyczne będą stosowane głównie na trudno gojące się rany skórne, zwłaszcza te zainfekowane gronkowcem złocistym. Wykazują właściwości przeciwutleniające i dużą chłonność. Materiał może być szeroko stosowany w kosmetologii oraz weterynarii.
- SentiOne Narzędzie (stworzone przez absolwentów Politechniki), które daje odpowiedź na pytanie, jak dany temat, firma, marka, wydarzenie czy osoba jest postrzegana w sieci. Współpracują już z ponad 500 dużymi, średnimi i lokalnymi markami na siedmiu rynkach europejskich, m.in. z Niveą, Procter & Gamble, Polkomtelem i Allegro. Centrum pomaga zapobiegać kryzysom wizerunkowym, bo może wyszukiwać frazy stanowiące zagrożenie dla firm czy instytucji publicznych.

## Rankingi
- 2022:
  - Fundacja Edukacyjna Perspektywy w rankingu 2022 umieściła wydział architektury na 2 miejscu w Polsce.

- 2021:
  - W 21. edycji Rankingu Szkół Wyższych, organizowanym przez Fundację Edukacyjną Perspektywy, Politechnika Gdańska uplasowała się na 6. miejscu wśród wszystkich uczelni akademickich w kraju oraz na 3. miejscu (ex aequo z Politechniką Wrocławską) wśród uczelni technicznych[41].
  - W rankingu Higher Education Impact Rankings 2021 – jedynym światowym rankingu opartym na Celach Zrównoważonego Rozwoju stworzonych przez ONZ (ang. Sustainable Development Goals – SDGs) Politechnika Gdańska została sklasyfikowana w rankingu ogólnym oraz ośmiu poszczególnych Celach Zrównoważonego Rozwoju. Uczelnia najlepiej wypadła w czterech obszarach SDGs, zajmując w każdym z nich pierwsze miejsce wśród polskich uczelni. PG znalazła się w przedziale 101-200 w zestawieniu światowym w obszarze nr 9 (Innowacyjność, przemysł, infrastruktura) oraz w obszarze nr 13 (Działania w dziedzinie klimatu). PG sklasyfikowana została także w przedziale 301-400 jeśli chodzi o obszar nr 12 (Odpowiedzialna konsumpcja i produkcja) oraz jako jedyna uczelnia z Polski zajęła miejsce w przedziale 401-600 w obszarze nr 16 (Pokój, sprawiedliwości i silne instytucje)[42].
- 2020:
  - W edycji QS World University Rankings 2021, Politechnika Gdańska po raz drugi zajęła miejsce w przedziale 801–1000 najlepszych uczelni spośród ponad 5,5 tys. uniwersytetów z 80 państw, nieznacznie poprawiając swój łączny wynik z 11,7 pkt uzyskanych w edycji na 2020 r. do 12,8 pkt w 2021 r. Analogicznie do poprzedniej edycji rankingu najlepszy wynik PG uzyskała w obszarze Faculty Student Ratio[43][44].
  - W 20. edycji Rankingu Szkół Wyższych, organizowanym przez Fundację Edukacyjną Perspektywy, Politechnika Gdańska uplasowała się na 8. miejscu wśród wszystkich uczelni akademickich w kraju (ex aequo z Politechniką Łódzką) oraz na 4. miejscu wśród uczelni technicznych[45].
  - W rankingu U-Multirank 2020, w którym udział wzięło 1759 uczelni z 92 państw, w tym 37 polskich szkół wyższych, Politechnika Gdańska uzyskała najwyższą możliwą notę „A” w obszarach: External Research Income, Interdisciplinary Publications, Post-doc positions, Income from private sources, Graduate companies[43][46].
  - W 2020 w Światowym Rankingu Uniwersytetów GreenMetric, w którym oceniane są uczelnie pod kątem praktycznego stosowania zasad zrównoważonego rozwoju, politechnika poprawiła swój poprzedni wynik, plasując się na 231. miejscu w zestawieniu światowym, na 78. pozycji wśród uczelni europejskich i utrzymując 2. lokatę w kraju[47][48].
  - W 2020 Politechnika Gdańska znalazła się wśród 1000 najlepszych uniwersytetów na świecie w zestawieniu Times Higher Education World University Rankings[49][50].
- 2019:
  - Politechnika Gdańska od lat plasująca się w czołówce rankingu resortu nauki i szkolnictwa wyższego mierzącego popularność studiów wśród kandydatów, w roku akademickim 2018/19 po raz drugi z rzędu zajęła pierwsze miejsce, z wynikiem 8,8 kandydatów na jedno miejsce na studiach stacjonarnych pierwszego stopnia i jednolitych studiach magisterskichpe. Na studia pierwszego i drugiego stopnia przyjętych zostało 4385 osób (w tym 3366 na studia stacjonarne pierwszego stopnia) spośród 29 500 kandydatów. Najwięcej chętnych zainteresowanych było studiami na kierunkach: ekonomia (33 osoby na miejsce), zarządzanie w języku angielskim (28,8) oraz analityka gospodarcza (22,5)[51].
  - W rankingu GreenMetric, w którym uniwersytety zestawione są pod względem implementacji w kampusach zasad zrównoważonego rozwoju, PG znalazła się na 277. miejscu w zestawieniu światowym, na 104. pozycji wśród uczelni europejskich[52] i uzyskała 2. lokatę w Polsce.
- 2018:
  - Politechnika Gdańska zajęła ponownie I miejsce w rankingu Ministerstwa Nauki i Szkolnictwa Wyższego szkół wyższych najchętniej wybieranych przez kandydatów. W 2018 było średnio 8,8 chętnych absolwentów szkół średnich na jedno miejsce[53].
  - W 19. edycji Rankingu Szkół Wyższych, organizowanym przez Fundację Edukacyjną Perspektywy, Politechnika Gdańska uplasowała się na 9. miejscu wśród wszystkich uczelni akademickich w kraju (ex aequo z Politechniką Śląską) oraz na 4. miejscu wśród uczelni technicznych[54].
  - W 2018 w trzeciej edycji Konkursu i Programu Akredytacji Kierunków Studiów „Studia z Przyszłością” organizowanego przez Fundację Rozwoju Edukacji i Szkolnictwa Wyższego nadzorowaną przez Ministerstwo Edukacji Narodowej wyróżniono 16 kierunków studiów prowadzonych na Politechnice Gdańskiej, stanowiło to największą liczbą wyróżnień spośród uczelni w Polsce[55].
  - W 2018 portal Times Higher Education umieścił kampus Politechniki Gdańskiej na liście 10 europejskich uczelni wyróżniających się piękną architekturą i atrakcyjnym usytuowaniem[56][57].
- 2017:
  - W 2017 7 wydziałów uzyskało akredytację w najwyższych kategoriach A i A+, nadaną przez Komitet Ewaluacji Jednostek Naukowych[8].
  - W 2017 w Rankingu „Perspektyw” Politechnika Gdańska uplasowała się na 10. pozycji najlepszych polskich uczelni. W klasyfikacji uczelni technicznych „Ranking Szkół Wyższych Perspektywy” umieścił PG na 4. miejscu[58].
  - PG znajduje się w gronie 9 polskich uczelni sklasyfikowanych w Times Higher Education World University Rankings obejmującym najlepsze uczelnie świata[59]
  - Transparent Ranking 2017 klasyfikujący uczelnie według liczby cytowań w Google Scholar uplasował PG na 1306. na przeszło 9000 uczelni świata[60].
- 2017:
  - Krajowa Reprezentacja Doktorantów wyróżniła Politechnikę Gdańską tytułem jednej z najbardziej prodoktoranckich uczelni w Polsce[61].
  - Ogólnopolski Ranking Wynagrodzeń 2017 pokazuje, że absolwenci PG osiągają trzecie co do wysokości zarobki w kraju[62]
  - Ministerstwo Nauki i Szkolnictwa Wyższego opublikowało raport, według którego PG jest najczęściej wybieraną przez kandydatów uczelnią[63].
- 2016:
  - Fundacja Edukacyjna Perspektywy w 2016 umieściła studia MBA Politechniki Gdańskiej wśród 10 najlepszych programów MBA w Polsce[64].

## Uczelnia badawcza
W 2019 w organizowanym przez Ministerstwo Nauki i Szkolnictwa Wyższego konkursie w programie „Inicjatywa Doskonałości – Uczelnia Badawcza” Politechnika Gdańska została uznana przez międzynarodowy zespół ekspertów za drugą w Polsce najlepszą uczelnię wyższą, uzyskując tym samym status tzw. uczelni badawczej, kształcącej i prowadzącej badania na najwyższym poziomie.
W ramach programu „Inicjatywa Doskonałości – Uczelnia Badawcza” na Politechnice Gdańskiej zostały utworzone cztery centra naukowe: Centrum BioTechMed, Centrum EkoTech, Centrum Technologii Cyfrowych oraz Centrum Materiałów Przyszłości.
Centrum BioTechMed zajmuje się m.in. badaniem i wdrażaniem nowoczesnych technologii z zakresu inżynierii biomedycznej, biotechnologii molekularnej i farmaceutycznej oraz metodami poszukiwania nowych leków. Naukowcy pracują nad nowymi metodami pomiarów biomedycznych (także z zastosowaniem metod sztucznej inteligencji), diagnozowania i terapii pacjentów oraz dedykowanymi systemami sterowania urządzeń o szerokim zastosowaniu w medycynie, m.in. w rehabilitacji i egzoszkieletach. Celem prac Centrum BioTechMed będzie też rozwój strategii prewencji żywieniowej w przewlekłych chorobach niezakaźnych. W skład Centrum wchodzą specjaliści z zakresu inżynierii biomedycznej oraz genetycznej, biotechnologii molekularnej, chemii i analizy leków oraz biotechnologii żywności, którzy od lat współpracują ze środowiskiem medycznym, wypracowując nowe rozwiązania dla służby zdrowia.
Naukowcy z Politechniki Gdańskiej stworzyli m.in. CyberOko – system umożliwiający komunikowanie się z osobami w stanie wegetatywnym lub wybudzonymi ze śpiączki. Opracowali i wdrożyli nowoczesne metody przesiewowych badań słuchu, wzroku i mowy, stosowane obecnie na całym świecie. Grupy badawcze Politechniki Gdańskiej przygotowały nowe związki mogące znaleźć zastosowanie w chemoterapii przeciwnowotworowej oraz w leczeniu infekcji wywoływanych drobnoustrojami grzybowymi. Członkowie Centrum mają też znaczące sukcesy w badaniach nad przeciwdziałaniem lekooporności drobnoustrojów i komórek nowotworowych, co jest jednym z największych wyzwań dzisiejszej medycyny.
Badacze planują opracowanie nowych, innowacyjnych instrumentów i przyrządów medycznych. Przygotują m.in. nową metodę badania słuchu i automatycznego wykrywania stanów chorobowych. Stworzą tzw. CyberŁóżko, które pomoże przeciwdziałać wykluczeniu cyfrowemu pacjentów z porażeniami. Opracowują też pierwsze na świecie tzw. biomarkery ludzkiej pamięci, które umożliwią lepsze zrozumienie i optymalizację metod polepszania pamięci. Badacze zdefiniują dodatkowo nowe strategie walki z lekoopornością drobnoustrojów chorobotwórczych, jak również opracują nowe metody diagnostyki i terapii pacjentów. Zespoły będą pracować również nad nowymi rozwiązaniami w obszarze fizykochemii oraz chemio- i radioterapii, a także opracują technologie, które przyczynią się do rozwoju rynku zdrowej żywności.
Centrum EkoTech zajmuje się kształtowaniem harmonijnej, zrównoważonej przestrzeni życia człowieka wobec obecnych wyzwań środowiskowych, zmian klimatycznych oraz przemian społecznych i demograficznych. Naukowcy pracują nad rozwiązaniami, które pozwolą przeciwdziałać negatywnym skutkom działalności człowieka. Poszukują również innowacyjnych rozwiązań proekologicznych służących inteligentnym obszarom miejskim i pozamiejskim. Dodatkowo, opracowują nowe metody monitoringu środowiska i infrastruktury oraz nowoczesne technologie produkcji energii elektrycznej i ciepła, powodujące redukcję śladu węglowego i przyczyniające się do spełnienia wymogów emisyjnych. W Centrum pracują zespoły badawcze złożone z przedstawicieli wszystkich dyscyplin naukowych Politechniki Gdańskiej, a znaczącą rolę odgrywają specjaliści pracujący nad zrównoważonym kształtowaniem środowiska człowieka.
Zespoły naukowe opracowują i wdrażają nowe metody monitoringu środowiska i infrastruktury, a także technologie oczyszczania wody i ścieków (w tym zagospodarowania i ponownego wykorzystywania wód opadowych) oraz ograniczenia zjawiska tzw. „smogu świetlnego”. Eksperci zajmują się przy tym innowacyjnymi rozwiązaniami w zakresie ekoenergetyki, zielonych technologii, niskoemisyjnego transportu, gospodarki odpadami, czystej produkcji przemysłowej, neutralnego energetycznie budownictwa i odnawialnych źródeł energii (oraz ich integracji z systemem elektroenergetycznym).
Wynikiem działań Centrum EkoTech będzie opracowanie szeregu rozwiązań służących monitoringowi środowiska i infrastruktury oraz przeciwdziałających tzw. antropopresji, czyli wpływowi człowieka na środowisko naturalne. Analizy naukowe oraz opracowane na ich podstawie technologie i rozwiązania inżynierskie będą spełniały założenia zrównoważonego rozwoju oraz wpiszą się w wymagania gospodarki o obiegu zamkniętym. Ważnym elementem będzie też wspomaganie planowania przestrzennego „ekomiast przyszłości 2050”, czyli miast odpornych na zmiany klimatu oraz zapewniających wysoką jakość życia. Uzupełnieniem tych badań będą analizy akceptacji społecznej nowych technologii oraz budowanie nowych modeli biznesowych dla opracowywanych rozwiązań.
Centrum Technologii Cyfrowych opracowuje zaawansowane technologicznie rozwiązania z zakresu elektroniki, informatyki, automatyki, robotyki i mechatroniki oraz telekomunikacji. Naukowcy pracują w nim nad poprawą szeroko rozumianego bezpieczeństwa i komfortu życia społeczeństwa. Umożliwią wzrost efektywności przedsiębiorstw i instytucji poprzez przygotowanie systemów do sprawniejszego zarządzania ich strukturą oraz pracują nad projektami z zakresu robotyzacji i automatyzacji. Pracownicy Centrum Technologii Cyfrowych stworzą innowacyjne techniki projektowania i technologii produkcji, które pozwolą na opracowywanie zupełnie nowych sensorów, urządzeń i systemów mających innowacyjne zastosowania praktyczne. W skład Centrum wchodzą specjaliści z zakresu opracowywania nowych technik projektowania układów i urządzeń stosowanych w branży ICT oraz innowacyjnych algorytmów przetwarzania danych, m.in. przy wykorzystaniu algorytmów sztucznej inteligencji.
Naukowcy mają za sobą znaczące sukcesy i są autorami innowacyjnych rozwiązań w zakresie technik projektowania miniaturowych sensorów na podłożach elastycznych, komunikacji człowiek-maszyna, bezpiecznych i wiarygodnych radiowych łączy bezprzewodowych (m.in. dla pojazdów autonomicznych i systemów infrastruktury), a także metod pozwalających na tworzenie wysokiej jakości oprogramowania.
Naukowcy Politechniki Gdańskiej przyczynią się do stworzenia środowisk inteligentnych w otoczeniu życia człowieka: w domu i na ulicy, ale też w funkcjonowaniu przedsiębiorstw (m.in. w centrach logistycznych). Opracują także technologie zwiększające produktywność obszarów portowo-logistycznych.
Efektem ich prac będą m.in. miniaturowe układy elektroniczne (umieszczane wewnątrz przedmiotów i urządzeń otaczających ludzi na co dzień), które umożliwią automatyczne dostosowywanie się konkretnej przestrzeni do ich potrzeb. Znajdą one zastosowanie także w pojazdach i systemach autonomicznych. Nowe metody komunikacji bezprzewodowej, które powstaną dzięki pracy naukowców, pozwolą na stworzenie harmonijnie działających sieci urządzeń i systemów w ramach środowisk inteligentnych – także z wykorzystaniem algorytmów sztucznej inteligencji i uczenia maszynowego.
Centrum Materiałów Przyszłości koncentruje się wokół wytwarzania i charakteryzacji innowacyjnych materiałów (m.in. polimerowych i węglowych, nanomateriałów, nadprzewodników oraz wysokotemperaturowych materiałów przewodzących) o szerokim zastosowaniu w przemyśle i medycynie, a także w aeronautyce i oceanotechnice. Ponadto naukowcy z Centrum Materiałów Przyszłości zajmują się zagadnieniami dotyczącymi technologii wytwarzania i otrzymywania innowacyjnych struktur i przyrządów, recyklingu materiałów oraz metrologii. W obrębie Centrum pracują naukowcy z zakresu inżynierii materiałowej specjalizujący się w tematyce chemii, fizyki i elektroniki ciała stałego, elektrochemii, chemii polimerów, inżynierii biomateriałów, inżynierii powierzchni oraz fizykochemii tworzyw metalowych.
Zespoły badawcze mają już w tym zakresie szereg sukcesów, np. badania dotyczące struktur atomowych i elektronowych oraz składu chemicznego pozwoliły na odkrycie nowych nadprzewodników. Naukowcy opracowali też foto-katalizatory, które umożliwiają utlenianie farmaceutyków niepodatnych na rozkład biologiczny. Z kolei modyfikacja asfaltów drogowych polimerami pozwoliła na opracowanie szerokiej grupy tzw. lepiszczy (spoiw łączących materiały sypkie w jednolitą masę) polimerowo-asfaltowych, charakteryzujących się lepszą odpornością na czynniki środowiskowe i zmienne warunki temperaturowe.
Efektem działania Centrum będzie opracowanie materiałów służących systemom magazynowania energii elektrycznej pochodzącej z odnawialnych źródeł energii (m.in. z farm wiatrowych, paneli słonecznych, etc.), co będzie wyjściem naprzeciw aktualnym trendom na rynku energetycznym oraz wyzwaniom dzisiejszego świata. Dzięki pracy naukowców możliwe będzie stworzenie nowych sposobów magazynowania i konwersji nadwyżek energii w innowacyjnych bateriach i superkondensatorach, ale też sposoby wykorzystywania ich w późniejszym czasie za pomocą urządzeń fotowoltaicznych i elektrolizerów. Centrum będzie prowadzić badania nad materiałami węglowymi (w tym diamentopodobnymi), które będzie można stosować w układach biosensorycznych lub do utylizacji zanieczyszczeń. Kolejne zespoły badawcze będą pracować m.in. nad materiałami dla medycyny regeneracyjnej, a także nad materiałami do generacji silnych pól magnetycznych.
Politechnika Gdańska, w ramach współpracy z otoczeniem społeczno-gospodarczym, powołała także dwa ogólnouczelniane, interdyscyplinarne centra badawczo-wdrożeniowe: Centrum Morskiej Energetyki Wiatrowej oraz Centrum Technologii Wodorowych. Zadaniem obu centrów jest koordynacja prac badawczych, projektowych i eksperckich na rzecz budowy morskich farm wiatrowych oraz nowoczesnych technologii wodorowych w energetyce.
Centrum Morskiej Energetyki Wiatrowej skupia wybitnych specjalistów ze wszystkich obszarów wiedzy związanych z morską energetyką wiatrową i dysponuje wysoce wyspecjalizowaną bazą laboratoryjną, która umożliwia przeprowadzenie szczegółowej identyfikacji wielu problemów technicznych, a także organizacyjnych w zakresie budowy i eksploatacji morskich farm wiatrowych. Zespół naukowców skupionych wokół centrum ma doświadczenia i osiągnięcia dydaktyczne w szkoleniu specjalistycznym oraz menedżerskim kadry inżynierskiej i kierowniczej szeroko rozumianego sektora morskiej energetyki wiatrowej. Centrum Morskiej Energetyki Wiatrowej oferuje wsparcie naukowe w zakresie projektowania, technologii wytwarzania, eksploatacji morskich farm wiatrowych, prowadzi badania, doradza jak rozwiązać problemy techniczne, szkoli kadrę kierowniczą i inżynierską.
Centrum Technologii Wodorowych zajmuje się rozwojem współpracy z otoczeniem społeczno-gospodarczym oraz koordynacją prac badawczych, projektowych i eksperckich w zakresie przetwarzania, gromadzenia i spalania wodoru, a także przetwarzania energii uzyskanej w ogniwach paliwowych. Centrum składa się z interdyscyplinarnego zespołu fizyków, chemików i informatyków. Oferuje usługi badawcze związane z tematyką wodorową, między innymi w zakresie: diagnostyki ogniw paliwowych, produkcji i gromadzenia wodoru, projektowania materiałów i nanomateriałów mających zastosowanie jako katalityczne powłoki zwiększające wydajność ogniw paliwowych, projektowania układów sterujących napędami elektrycznymi dla samochodów elektrycznych i pojazdów trakcyjnych. Współpraca Centrum z firmami obejmuje różne jej formy: od podwykonawstwa w projektach badawczych, poprzez badania zlecone i ekspertyzy, aż do organizowania dedykowanych szkoleń. Oferta obejmuje także pomoc dla firm w realizacji projektów od fazy koncepcyjnej, poprzez projektowanie rozwiązań, modelowanie procesu wytwarzania oraz diagnostyki i utrzymania opracowanych rozwiązań.

## Współpraca międzynarodowa i międzyuczelniana
Politechnika Gdańska bierze udział w programach wymiany międzynarodowej takich jak LLP Erasmus, LLP Intensive Programme, Erasmus Mundus, Jean Monnet, CEEPUS, Tempus-Phare czy Leonardo da Vinci. Uczelnia realizuje obecnie ponad 420 umów bilateralnych w ramach programu Erasmus oraz 70 porozumień o współpracy o charakterze ogólnym i wiele umów o podwójnym dyplomowaniu z uczelniami duńskimi, francuskimi, niemieckimi, szwedzkimi czy włoskimi. Uczestniczy w pracach krajowych i międzynarodowych sieci tj. EUA, CDIO, IRO’s Forum czy BSRUN.
W 2017 roku Politechnika Gdańska wraz z Akademią Morską w Gdyni i Akademią Marynarki Wojennej w Gdyni rozpoczęła rekrutację na 3-semestralne interdyscyplinarne studia II stopnia Technologie Kosmiczne i Satelitarne (TKiS). Na studia zapraszają wydziały: Elektroniki, Telekomunikacji i Informatyki oraz Mechaniczny. Pierwszy rekrutuje na specjalność: Technologie informacyjne i telekomunikacyjne w inżynierii kosmicznej i satelitarnej, drugi na specjalność: Technologie mechaniczne i mechatroniczne w inżynierii kosmicznej. Program studiów TKiS będzie realizowany przez Akademię Morską w Gdyni (Wydział Elektryczny, specjalność: Morskie systemy satelitarne i kosmiczne) i przez Akademię Marynarki Wojennej (Wydział Dowodzenia i Operacji Morskich, specjalność: Aplikacje kosmiczne i satelitarne w systemach bezpieczeństwa).
Związek Uczelni w Gdańsku im. Daniela Fahrenheita (FarU) został powołany w 2020 roku na wspólny wniosek rektorów Gdańskiego Uniwersytetu Medycznego, Politechniki Gdańskiej oraz Uniwersytetu Gdańskiego. Senaty trzech uczelni podjęły stosowne uchwały oraz zaakceptowały treść Statutu Związku, określający zakres zadań, organy oraz sposób zarządzania tą nową organizacją.

### Współpraca z biznesem
Uczelnia realizuje kilkadziesiąt różnego rodzaju umów z otoczeniem biznesowym. Przykłady współpracy:
- Pomorska Kolej Metropolitalna S.A.: realizacja geodezyjnych pomiarów inwentaryzacyjnych torów kolejowych oraz badania odbiorowe wiaduktów[75]
- Airbus Helicopters: wspólne programy badawcze i naukowe w zakresie technologii morskich (ulepszanie systemów wspomagających śmigłowce w lotach nad dużymi akwenami), kształcenie wysoko wykwalifikowanych inżynierów[76]
- European Dental Implant Institute Vivadental; współpraca w zakresie stworzenia prototypu implantu stomatologicznego z myślą o produkcji przemysłowej[77]
- Projekt ACCUS – partnerstwo 28 instytucji naukowych i firm z ośmiu państw UE: tworzenie najbardziej zaawansowanej instalacji typu SmartCity w Europie, która zostanie uruchomiona w Gdańsku[78]
- Bohemia Interactive: wspólne Laboratorium Zarządzania Kryzysowego na Politechnice Gdańskiej, które prowadzić będzie badania z zakresu metod szkolenia i zarządzania kryzysowego[79]
- Sunreef Yachts: wsparcie badawcze dla firmy ze strony uczelni; praktyki i cykl wykładów dla studentów ze strony SY[80]
- IBM: wspólne Centrum Badań Zaawansowanych IBM (Center for Advanced Studies). Jego zadaniem jest realizacja projektów z zakresu technologii informatycznych w powiązaniu z biznesową strategią firmy IBM[81]
- Gdańskie Inwestycje Komunalne sp. z o.o.: udział w zespole konsultantów naukowych budowy tunelu pod Martwą Wisłą[82]
- PERN: rozwój innowacyjnych rozwiązań na potrzeby logistyki naftowej i chemicznej, wykonywanie analiz, ekspertyz i opracowań technicznych[83]
- Polpharma: współpraca przy opracowywaniu syntezy i technologii produkcji nowych leków[84]
- BLIRT: współpraca przy opracowywaniu innowacyjnych leków przeciwnowotworowych i przeciwdrobnoustrojowych w tym wspólne inicjatywy w ramach programów strategicznych NCBR typu STRATEGMED[85]
- MedVentures sp. z o.o. i Pro-Science Polska sp. z o.o.: współpraca w ramach programu STRATEGMED w projekcie „Nowe technologie farmakologicznej stymulacji regeneracji”[86]

## MOST Wiedzy
Multidyscyplinarny Otwarty System Transferu Wiedzy – portal, który na zasadzie otwartego dostępu (OD, ang. open access, OA) integruje informacje pochodzące z różnych źródeł na temat zasobów i możliwości Uczelni. MOST Wiedzy to również inteligentna wyszukiwarka, która pomaga w szybszym przeszukiwaniu bogatych zasobów naukowych Politechniki Gdańskiej. Każdy pracownik naukowy Politechniki Gdańskiej ma możliwość stworzenia na portalu MOST Wiedzy swojego profilu naukowego i zaprezentować w atrakcyjnej i nowoczesnej formie swój dorobek szerszej grupie odbiorców, w tym również podmiotów biznesowych.

## Władze[89]
Zgodnie ze Statutem Politechniki Gdańskiej najwyższym kolegialnym organem uczelni jest Senat. Uczelnią kieruje rektor, któremu przysługuje wyłączne prawo reprezentowania Politechniki Gdańskiej.
- W kadencji 2024–2028[91]: 
  - Rektor – prof. dr hab. inż. Krzysztof Wilde, prof. zw. PG, czł. koresp. PAN
  - Prorektor ds. rozwoju –  dr hab. inż. Justyna Kucińska-Lipka, prof. uczelni
  - Prorektor ds. nauki – prof. dr hab. inż. Dariusz Mikielewicz
  - Prorektor ds. współpracy – prof. dr hab. Józef Sienkiewicz
  - Prorektor ds. kształcenia – dr hab. inż. Mariusz Kaczmarek, prof. PG
  - Prorektor ds. studenckich – dr Barbara Wikieł[92][93]
  - Kanclerz – mgr inż. Mariusz Miler

## Rada Politechniki Gdańskiej

### Kadencja 2025–2028[94][95]
- przewodniczący
  - Sławomir Halbryt

### Kadencja 2021–2024[96]
- przewodniczący
  - Sławomir Halbryt[97][98]

### Kadencja 2019–2020[99]
- przewodniczący
  - Sławomir Halbryt

## Rektorzy Politechniki Gdańskiej
- 1904–1907 – prof. Hans von Mangoldt
- 1907–1909 – prof. Reinhold Krohn
- 1909–1912 – prof. Adalbert Matthaei
- 1912–1913 – prof. August Wagener
- 1913–1915 – prof. Alfred Wohl
- 1915–1917 – prof. Hans Lorenz
- 1917–1919 – prof. Friedrich Schilling
- 1919–1923 – prof. Otto Schulze
- 1923–1924 – prof. Gerhard de Jonge
- 1924–1925 – prof. Julius Sommer
- 1925–1926 – prof. John Jahn
- 1926–1927 – prof. Otto Kloeppel
- 1927–1928 – prof. Gerhard Schulze-Pillot
- 1928–1929 – prof. Hermann Stremme
- 1929–1930 – prof. Eberhard Buchwald
- 1930–1931 – prof. Otto Lienau
- 1931–1932 – prof. Fritz Krischen
- 1932–1934 – prof. Otto Heuser
- 1934–1941 – prof. Ernst Pohlhausen
- 1941–1945 – prof. Egon Martyrer
- 1945–1946 – prof. Stanisław Łukasiewicz
- 1946–1949 – prof. Stanisław Turski
- 1949–1951 – prof. Paweł Szulkin
- 1951–1954 – prof. Robert Szewalski
- 1954–1956 – prof. Stanisław Hückel
- 1956–1960 – prof. Wacław Balcerski
- 1954 i 1960–1966 – prof. Kazimierz Kopecki
- 1966–1968 – prof. Władysław Bogucki
- 1968–1970 – prof. Stanisław Rydlewski
- 1970–1975 – prof. Janusz Staliński
- 1975–1978 – prof. Tomasz Biernacki
- 1978–1981 – prof. Marian Cichy
- 1981–1984 – prof. Jerzy Doerffer
- 1984–1987 – prof. Eugeniusz Dembicki
- 1987–1990 – prof. Bolesław Mazurkiewicz
- 1990–1996 – prof. Edmund Wittbrodt
- 1996–2002 – prof. Aleksander Kołodziejczyk
- 2002–2008 – prof. Janusz Rachoń
- 2008–2016 – prof. Henryk Krawczyk
- 2016–2019 – prof. Jacek Namieśnik
- od 2019 – prof. Krzysztof Wilde

## Profesorowie Politechniki Gdańskiej
Lista profesorów Politechniki Gdańskiej sukcesywnie rozwijana na bazie biogramów dostępnych w portalu Uczelni mostwiedzy.pl oraz na stronach internetowych Uczelni. 
- prof. Ryszard Barczyński
- prof. Szczepan Baum
- prof. Adrian Bekasiewicz
- prof. Maciej Bernhardt
- prof. Barbara Bielecka
- prof. Stanisław Błaszkowiak
- prof. Damian Bocheński
- prof. Kazimierz Bogacz
- prof. Robert Bogdanowicz
- prof. Lucjan Bokiniec
- prof. Andrzej Brzozowski
- prof. Anna Brillowska-Dąbrowska
- prof. Jan Buczkowski
- prof. Stanisław Butnicki
- prof. Tadeusz Chmielewski
- prof. Jarosław Chojnacki
- prof. Wojciech Chrzanowski
- prof. Janusz Cieśliński
- prof. Konstanty Cudny
- prof. Marek Czachor
- prof. Witold Czarnecki
- prof. Dionizy Czekaj
- prof. Bronisław Czerwiński
- prof. Kazimierz Darowicki
- prof. Janusz Datta
- prof. Leszek Dąbrowski
- prof. Dariusz Dereniowski
- prof. Ryszard Dobielewski
- prof. Piotr Dominiak
- prof. Leon Dreher
- prof. Zdzisław Dzedzej
- prof. Otto Eggert
- prof. Mariusz Figurski
- prof. Adam Gerżabek
- prof. Jacek Gębicki
- prof. Krzysztof Giaro
- prof. Jerzy Gintel
- prof. Marcin Gnyba
- prof. Krzysztof Goczyła
- prof. Stanisław Góra
- prof. Zdzisław Grabski
- prof. Wojciech Gruszecki
- prof. Ulrich Paul Albert Graf
- prof. Alfons Hoffmann
- prof. Mirosław Hrynkiewicz
- prof. Jan Hupka
- prof. Kazimierz Jakubiuk
- prof. Robert Jankowski(inne języki)
- prof. Piotr Jasiński
- prof. Christian Jungnickel
- prof. Krzysztof Kaliński
- prof. Leon Kamieński
- prof. Stanisław Kaniewski
- prof. Waldemar Kamrat
- prof. Maksymilian Kasprowicz
- prof. Zbigniew Kączkowski
- prof. Eugeniusz Kenig
- prof. Jan Kilarski
- prof. Jan Klawiter
- prof. Tomasz Klimczuk
- prof. Władysław Kohman-Floriański
- prof. Richard Kohnke
- prof. Romuald Kolman
- prof. Piotr Konieczka
- prof. Zbigniew Kosma
- prof. Adrian Kosowski
- prof. Walther Kossel
- prof. Bożena Kostek
- prof. Zdzisław Kowalczuk
- prof. Jerzy Stefan Kowalczyk
- prof. Janusz Kowalski
- prof. Eugeniusz Kozaczka
- prof. Janusz Kozak
- prof. Ireneusz Kreja
- prof. Jacek Krenz
- prof. Fritz Krischen
- prof. Marek Kubale
- prof. Paweł Kułakowski
- prof. Władysław Lam
- prof. Erich Laue
- prof. Kazimierz Lelewicz
- prof. Roman Lipowicz
- prof. Karolina Lubliner-Mianowska
- prof. Wilhelm Lührs
- prof. Adam Łaszyn
- prof. Adam Macierzanka
- prof. Michał Małafiejski
- prof. Feliks Markowski
- prof. Andrzej Massel
- prof. Stanisław Massel
- prof. Aleksander Matejko
- prof. Jacek Mąkinia
- prof. Tadeusz Mieczyński
- prof. Stefan Minc
- prof. Włodzimierz Mościcki
- prof. Leon Mroczkiewicz
- prof. Sławomir Milewski
- prof. Paweł Możejko
- prof. Michał Mrozowski
- prof. Jarosław Naleszkiewicz
- prof. Jacek Namieśnik
- prof. Bronisław Nartowski
- prof. Ernst Neef
- prof. Maciej Niedźwiecki
- prof. Marian Niklewski
- prof. Antoni Nowakowski
- prof. Hanna Obarska-Pempkowiak
- prof. Tadeusz Ocioszyński
- prof. Mieczysław Okęcki
- prof. Wojciech Orszulok
- prof. Janusz Osicki
- prof. Zdzisław Pazdro
- prof. Marian Piątek
- prof. Nina Baryłko-Pikielna
- prof. Agnieszka Pladzyk
- prof. Adolf Polak
- prof. Żaneta Polkowska
- prof. Tadeusz Pompowski
- prof. Stefan Porębowicz
- prof. Aleksander Potyrała
- prof. Włodzimierz Prosnak
- prof. Włodzimierz Przybylski
- prof. Ewa Klugmann-Radziemska
- prof. Włodzimierz Rodziewicz
- prof. Małgorzata Rutkowska(inne języki)
- prof. Józef Rybicki
- prof. Stanisław Rymszewicz
- prof. Barbara Rzeszotarska
- prof. Wojciech Sadowski
- prof. Józef Sałaciński
- prof. Marianna Sankiewicz-Budzyńska
- prof. Feliks Sauter
- prof. Jerzy Seidler
- prof. Józef Sienkiewicz
- prof. Marian Sienkowski
- prof. Maciej Sieńkowski
- prof. Janusz Smulko
- prof. Tadeusz Sołtyk
- prof. Cezary Specht
- prof. Jerzy Stankiewicz
- prof. Marian Starczewski
- prof. Hanna Staroszczyk
- prof. Andrzej Stepnowski
- prof. Tadeusz Sulma
- prof. Jerzy Sułocki
- prof. Ernest Sym
- prof. Adam Synowiecki
- prof. Jakub Szczepański
- prof. Stanisław Szczepański
- prof. Wanda Szczepuła
- prof. Małgorzata Jędrzejewska-Szczerska
- prof. Jakub Szulwic(inne języki)
- prof. Stanisław Szymborski
- prof. Jolanta Tarasiuk
- prof. Eustachy Tarnawski
- prof. Tadeusz Tarnawski
- prof. Marek Tobiszewski
- prof. Stanisław Marian Tychoniewicz
- prof. Agata Kot-Wasik
- prof. Julita Wasilczuk
- prof. Włodzimierz Wawryk
- prof. Max Wien
- prof. Krzysztof Wilde
- prof. Wiktor Wiśniowski
- prof. Mieczysław Wolfke
- prof. Józef Woźnicki
- prof. Krzysztof Wróblewski
- prof. Jerzy Wtorek
- prof. Bożena Zabiegała
- prof. Stefan Zabieglik
- prof. Henryk Zalewski
- prof. Józef Zawadzki
- prof. Andrzej Zieliński
- prof. Kazimierz Zygmunt
- prof. Arkadiusz Jarosław Żak
- prof. Marian Żenkiewicz

Zgodnie ze statutem Politechniki Gdańskiej, emerytowanym profesorom tytularnym Politechniki Gdańskiej przysługuje tytuł profesor emeritus Politechniki Gdańskiej. Szczególnie zasłużeni profesorowie tytularni otrzymują tytuł honorowy profesor emeritus Politechniki Gdańskiej

### Honorowi Profesorowie Emeriti
- prof. Wiesław Anders – 2015
- prof. Andrzej Baranowski – 2019
- prof. Jan F. Biernat – 2015
- prof. Marian Cichy – 2015
- prof. Zbigniew Cywiński – 2015
- prof. Marianna Daszkowska – 2015
- prof. Eugeniusz Dembicki – 2015
- prof. Bronisław Drozdowski – 2015
- prof. Jan Godlewski – 2015
- prof. Krzysztof Grabowski – 2015
- prof. Wiesław Gruszkowski – 2015
- prof. Lech Kobyliński – 2015
- prof. Mieczysław Kochanowski – 2015
- prof. Aleksander Kołodziejczyk – 2015
- prof. Piotr Kowalik – 2015
- prof. Bohdan Kozerski – 2015
- prof. Ryszard Krystek – 2015
- prof. Jacek Marecki – 2015
- prof. Bolesław Mazurkiewicz – 2015
- prof. Antoni Nowakowski – 2023
- prof. Andrzej Osiecki – 2015
- prof. Przemysław Pazdro – 2015
- prof. Włodzimierz Przybylski – 2021
- prof. Janusz Rachoń – 2017
- prof. Wojciech Sobczak - 2021
- prof. Leon Swędrowski – 2018
- prof. Zbigniew Szczerba – 2015
- prof. Czesław Szmytkowski – 2015
- prof. Romuald Szymkiewicz – 2021
- prof. Edmund Wittbrodt – 2022
- prof. Kazimierz Wysiatycki – 2015
- prof. Bohdan Zadroga – 2018
- prof. Marian Zientalski – 2015
- prof. Jerzy Ziółko – 2015
- prof. Włodzimierz Zwierzykowski – 2015

### Profesorowie Emeriti
- prof. Ryszard Andruszkiewicz – 2018
- prof. Adolf Balas – 2014
- prof. Andrzej Baranowski – 2014
- prof. Wojciech Bartoszek – 2021
- prof. Barbara Becker – 2018
- prof. Stefan Bednarczyk – 2014
- prof. Swietłana Białłozór – 2014
- prof. Marek Biziuk – 2018
- prof. Franciszek Bławat – 2021
- prof. Maria Bocheńska – 2015
- prof. Bożysław Bogdaniuk – 2014
- prof. Edward Borowski – 2014
- prof. Andrzej Chimiak – 2014
- prof. Zygfryd Domachowski – 2021
- prof. Piotr Dominiak – 2022
- prof. Ireneusz Durlik – 2014
- prof. Czesław Dymarski – 2021
- prof. Jerzy Girtler – 2021
- prof. Yury Glazunow – 2014
- prof. Tadeusz Godycki-Ćwirko – 2014
- prof. Jan Góra – 2014
- prof. Janusz Górski – 2020
- prof. Grażyna Grelowska – 2021
- prof. Andrzej Grono – 2014
- prof. Ewa Grzegorzewska-Mischka – 2022
- prof. Wacław Grzybkowski – 2015
- prof. Kazimierz Gwizdała – 2016
- prof. Ewa Hermanowicz – 2019
- prof. Jerzy Hryńczuk – 2014
- prof. prof. Jan Hupka – 2021
- prof. Helena Janik – 2021
- prof. Tadeusz Jankowski – 2014
- prof. Renata Kalicka – 2017
- prof. Marian Kamiński – 2019
- prof. Bożenna Kawalec-Pietrenko – 2016
- prof. Aniela Kita – 2014
- prof. Władysław Koc – 2017
- prof. Janusz Kolenda – 2014
- prof. Alicja Konczakowska – 2016
- prof. Kazimierz Kosmowski – 2022
- prof. Zdzisław Kowalczyk – 2014
- prof. Eugeniusz Kozaczka – 2022
- prof. Zbigniew Krzemiński– 2021
- prof. Sergey Leble – 2015
- prof. Witold Lewandowski – 2018
- prof. Zofia Libuś – 2014
- prof. Elżbieta Luboch – 2023
- prof. Witold Malina – 2019
- prof. Zofia Mazerska – 2024
- prof. Jan Mazerski – 2022
- prof. Jerzy Mazur – 2022
- prof. Krystyna Mędrzycka – 2014
- prof. Franciszek Milkiewicz – 2014
- prof. Leon Murawski – 2014
- prof. Antoni Neyman – 2014
- prof. Hanna Obarska-Pempkowiak – 2022
- prof. Krystyna Olańczuk-Neyman – 2014
- prof. Tomasz Parteka – 2021
- prof. Zygmunt Paszota – 2018
- prof. Jerzy Pikies – 2017
- prof. Michał Polowczyk – 2014
- prof. Tadeusz Połoński – 2020
- prof. Wiesław Pudlik – 2014
- prof. Romuald Puzyrewski – 2014
- prof. Halina Różańska – 2014
- prof. Dominik Rutkowski – 2014
- prof. Maria Sadowska – 2015
- prof. Jerzy Sawicki – 2014
- prof. Jan Sikora – 2014
- prof. Adam Skrzypek – 2014
- prof. Wojciech Sobczak – 2014
- prof. Ludwik Spiralski – 2014
- prof. Janusz Stangret – 2023
- prof. Maria Stawicka-Wałkowska – 2014
- prof. Jan Stąsiek – 2022
- prof. Andrzej Stepnowski – 2020
- prof. Tadeusz Stolarski – 2018
- prof. Wiesław Subotowicz – 2014
- prof. Ziemowit Suligowski – 2018
- prof. Józef Synowiecki – 2014
- prof. Jan Szantyr – 2018
- prof. Maria Szpakowska – 2022
- prof. Czesław Szymczak – 2023
- prof. Leopold Taraszkiewicz – 2014

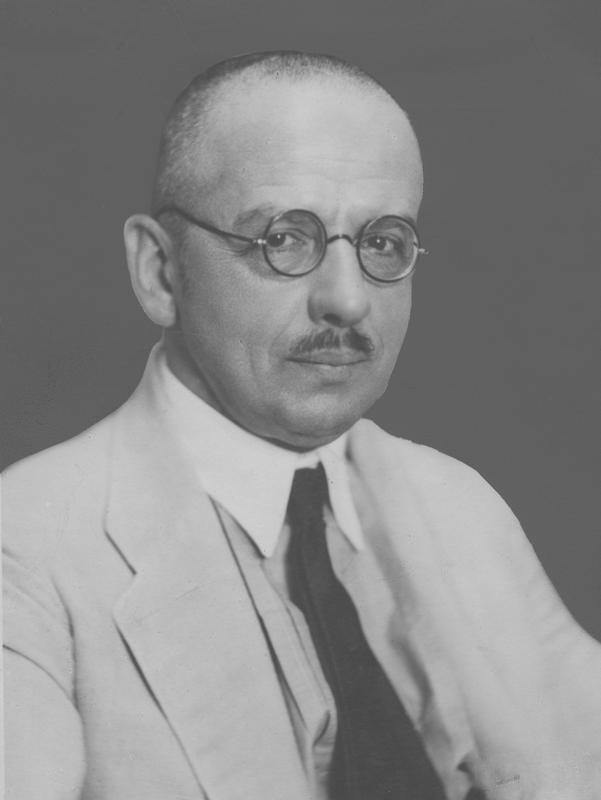
Maksymilian Tytus Huber

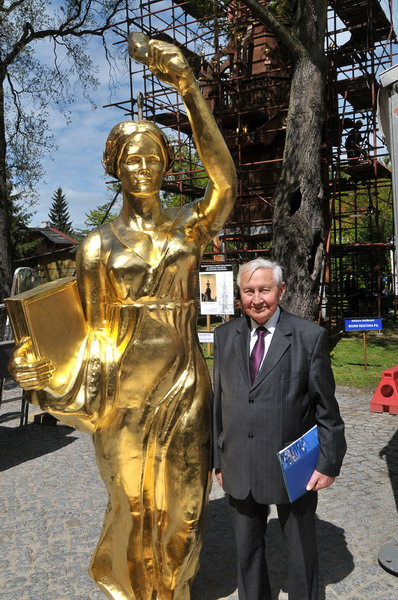
Profesor Bolesław Mazurkiewicz przy figurze Alegorii Nauki

- prof. Andrzej Tubielewicz – 2014
- prof. Michał Topolnicki – 2022
- prof. Irmina Uruska – 2014
- prof. Zbigniew Walczyk – 2014
- prof. Waldemar Wardencki – 2017
- prof. Wiesław Wojnowski – 2014
- prof. Andrzej Wolny – 2014
- prof. Ludmiła Zawadzka – 2018
- prof. Andrzej Zieliński – 2023
- prof. Jan Zielkiewicz – 2022
- prof. Romuald Zielonko – 2014
- prof. Mariusz Zubek – 2015
- prof. Bogdan Zygmunt – 2017
- prof. Adam Żurowski – 2014

## Doktorzy honoris causa
Lista nazwisk doktorów honoris causa Politechniki Gdańskiej umieszczona jest na ścianie na pierwszym piętrze w Gmachu Głównym.
Osoby uhonorowane tytułem doktora honoris causa Politechniki Gdańskiej:

- prof. Maksymilian Tytus Huber – 1950
- prof. Zygmunt Ciechanowski – 1957
- prof. Witold Minkiewicz – 1960
- prof. Aleksander Rylke – 1965
- prof. Ewgenij W. Towstych – 1965
- prof. Julien Kravtchenko – 1970
- prof. Marian Osiński – 1970
- prof. Witold Nowacki – 1971
- prof. Janusz Groszkowski – 1975
- prof. Kazimierz Kopecki – 1975
- prof. Aleksander W. Wawiłow – 1975
- prof. Michaił G. Woronkow – 1975
- prof. Robert Szewalski – 1978
- prof. Stanisław Turski – 1980
- prof. Ignacy Adamczewski – 1985
- prof. John Bernard Caldwell – 1985
- prof. Paul Hagenmuller – 1985
- prof. Igor Kisiel – 1985
- prof. Franciszek Otto – 1985
- prof. Jerzy Doerffer – 1988
- prof. Martin Grassnick – 1989
- prof. Dymitr Rostowcew – 1989
- prof. Dieter Mlynski – 1991
- prof. Witold Urbanowicz – 1991
- prof. Damazy Tilgner – 1992
- prof. Douglas Faulkner – 1993
- prof. Adolf Butenandt – 1994
- prof. Gerd Gudehus – 1995
- prof. Fumio Nishino – 1996
- prof. Władysław Findeisen – 1997
- prof. Zbigniew Jedliński – 2001
- prof. Wacław Szybalski – 2001
- prof. Ignacy Malecki – 2002
- prof. Lech Kobyliński – 2004
- prof. Leon Kieres – 2004
- prof. Bolesław Mazurkiewicz – 2008
- prof. Michał Białko – 2008
- prof. Jan Węglarz – 2008
- prof. Jan Miller – 2010
- prof. Robert J. Cava – 2014
- prof. Janusz Mroczka – 2019
- prof. Jan Awrejcewicz – 2019

## Pionierzy Politechniki Gdańskiej
Z tym tematem związane jest hasło: Pionierzy Politechniki Gdańskiej, których sylwetki zostały przedstawione w publikacji o tym samym tytule:
- Witold Andruszkiewicz – pomysłodawca i organizator polskich portów morskich, wykładowca Uniwersytetu Gdańskiego, ekspert ONZ-UNCTAD, doradca premiera i ministra transportu Konga.
- Michał Broszko – nauczyciel, inżynier elektryk, hydromechanik, twórca teorii ruchu burzliwego cieczy rzeczywistych, profesor zwyczajny Politechniki Warszawskiej i Politechniki Gdańskiej, członek tytularny Polskiej Akademii Umiejętności i Polskiej Akademii Nauk.
- Romuald Adam Cebertowicz – inżynier dróg i mostów, specjalista z wzmacniania i uszczelniania gruntów, hydrauliki i hydrologii, twórca metody „cebertyzacja”
- Władysław Czerny – architekt, urbanista, wiceprezydent Warszawy i Gdańska, twórca koncepcji odbudowy Głównego Miasta w Gdańsku i Szczecinie, specjalista z urbanistyki
- Mieczysław Dębicki – inżynier mechanik, konstruktor samochodów osobowych i ciężarowych w polskim przemyśle samochodowym, m.in. Star 20
- Łukasz Dorosz – inżynier elektryk, projektant urządzeń telekomunikacyjnych, organizator Wydziału Łączności PG
- Władysław Florjański – inżynier budowy maszyn, konstruktor szybowców i modeli samolotów, projektant młynów, tartaków, gorzelni, kostiumów do teatrów, artysta malarz
- Bogumił Hummel – inżynier komunikacji, projektant mostów, wiaduktów, linii i sieci elektrycznej kolejowej, specjalista z kolejnictwa
- Julian Kamecki – polski chemik, interesował się przede wszystkim korozją, analizą jakościową i konduktometrią.
- Józef Kaźmierczak – inżynier budowy okrętów, konstruktor statków i okrętów, specjalista z teorii i stateczności statku
- Antoni Kozłowski – inżynier mechanik, rzeczoznawca, doradca techniczny zakładów produkcji silników parowych, spalinowych, instalacji i kotłów dla PMH
- Zygmunt Ledóchowski – chemik, specjalista technologii leków przeciwgruźliczych, kierował zespołem pierwszego leku przeciwnowotworowego – Ledakrin
- Włodzimierz Mermon – inżynier mechanik, profesor nadzwyczajny, specjalista technologii i budowy maszyn.
- Mieczysław Michalski – inżynier dróg i mostów, profesor nadzwyczajny Politechniki Gdańskiej. Specjalizował się w projektach sieci wodociągów i kanalizacji oraz inżynierii sanitarnej.
- Henryk Niewiadomski – inżynier chemik, odbudował przemysł tłuszczowy po II wojnie światowej w Gdańsku i Gdyni, specjalista z technologii oleju rzepakowego
- Stanisław Obmiński – żołnierz I oraz II wojny światowej, inżynier dróg i mostów, nauczyciel, kierownik robót budowlanych, wykładowca Politechniki Lwowskiej, zastępca profesora Politechniki Gdańskiej. Specjalizował się w statyce i konstrukcjach budowlanych.
- Karol Pomianowski – specjalista urządzeń wodociągów i kanalizacji, projektant pierwszej w Polsce oczyszczalni ścieków w 1937 roku w rzeźni miejskiej w Gdyni, sieci wodociągowo-kanalizacyjnej m.in. w Warszawie, Gdyni, Kaliszu, Otwocku, Zakopanem, profesor zwyczajny Politechniki Warszawskiej.
- Włodzimierz Prochaska – architekt, projektant budynków, domów w międzywojennej Gdyni, hal sportowych w Łodzi, specjalista z podstaw budownictwa i elementów budowlanych
- Stanisław Przedpełski – nauczyciel, inżynier mechanik, prorektor Politechniki Gdańskiej, rektor Wieczorowej Szkoły Inżynierskiej w Gdańsku.
- Stanisław Puzyna – inżynier komunikacji, profesor nadzwyczajny Politechniki Warszawskiej i profesor kontraktowy, zastępca profesora Politechniki Gdańskiej, specjalność komunikacja i budownictwo lądowe.
- Mieczysław Rodkiewicz – inżynier elektryk, specjalista z dziedziny elektrotechniki, trakcji elektrycznej, profesor nadzwyczajny Politechniki Gdańskiej.
- Zbigniew Rozmej – inżynier chemik, specjalista chemii drewna i torfu, profesor zwyczajny Politechniki Gdańskiej.
- Stanisław Rożański – inżynier architekt, urbanista, wykładowca Wolnej Wszechnicy Polskiej, Politechniki Warszawskiej, profesor zwyczajny Politechniki Gdańskiej, urzędnik.
- Tadeusz Rubczak – inżynier dróg i mostów, profesor nadzwyczajny Politechniki Gdańskiej, projektant urządzeń i infrastruktury kolejowej, urzędnik, żołnierz wojny polsko-bolszewickiej.
- Michał Sołtan – polski naukowiec, inżynier mechanik, specjalista z zakresu maszyn rolniczych, związany z Politechniką Gdańską, Politechniką Wrocławską oraz Politechniką Poznańską.
- Leon Staniewicz – inżynier elektryk, rektor, prorektor dziekan Wydziału Elektrycznego Politechniki Warszawskiej, specjalista z elektrotechniki matematyki teoretycznej
- Jan Szwarc – pedagog, psycholog, dr psychologii, zastępca profesora Politechniki Gdańskiej i Akademii Medycznej w Gdańsku, rektor i prorektor Państwowej Wyższej Szkoły Pedagogicznej w Gdańsku.
- Karol Taylor – inżynier budowy maszyn, konstruktor silników spalinowych, twórca pierwszego polskiego ciągnika rolniczego, profesor zwyczajny i dziekan Wydziału Mechanicznego Politechniki Warszawskiej,
- Wacław Tomaszewski – inżynier architekt, projektant budynków szkol, gmachów biurowych i portowych m.in. w Gdyni, budynków mieszkalnych i biurowych w Gdańsku, twórca dyscypliny naukowej – architektura okrętu
- Stanisław Trzetrzewiński – naukowiec, inżynier elektryk, profesor nadzwyczajny Politechniki Gdańskiej, rzecznik patentowy, konstruktor.
- Witold Tubielewicz – inżynier dróg i mostów, specjalista z budownictwa morskiego, portów, projektant w porcie w Gdyni, pierwszy naczelny inżynier i wicedyrektor Biura Odbudowy Portów w Gdańsku.
- Franciszek Wichrzycki(inne języki) – inżynier dróg i mostów, specjalność budowa dróg i mostów, komunikacja, profesor nadzwyczajny Politechniki Gdańskiej, urzędnik.

## Absolwenci
Do grona znanych absolwentów Politechniki Gdańskiej należą między innymi:
- Zbigniew Abrahamowicz – architekt, urbanista, twórca projektu Teatru Letniego
- Andrzej Armiński – konstruktor jachtowy, żeglarz, zaprojektował i zbudował kajak dla Aleksandra Doby
- Franciszka Cegielska – prezydent Gdyni w latach 1990–1998
- Krystyna Chojnowska-Liskiewicz – inżynier budowy okrętów, pierwsza kobieta, która samotnie opłynęła Ziemię
- Witold Chromiński – artysta fotograf, podróżnik, pisarz
- Stefan Figlarowicz – artysta fotograf, członek ZPAF, kurator Gdańskiej Galerii Fotografii
- Andrzej Gwiazda – związkowiec, współtwórca Wolnych Związków Zawodowych Wybrzeża i NSZZ „Solidarność”
- Andrzej Januszajtis – propagator historii Gdańska
- Jacek Karnowski – prezydent Sopotu
- Jan Kozłowski – polityk, samorządowiec
- Jacek Naliwajek – dziennikarz Polskiego Radia Gdańsk
- Paweł Olechnowicz – menedżer, prezes zarządu Grupy Lotos w latach 2002–2016
- Mieczysław Ostojski – wiceprezydent Światowej Organizacji Meteorologicznej
- Andrzej Perepeczko – marynarz, pisarz, publicysta
- Marek Piechocki – przedsiębiorca, prezes zarządu spółki LPP
- Kazimierz Piechowski – więzień i uciekinier niemieckiego obozu Auschwitz-Birkenau, żołnierz AK
- Tadeusz Polak – historyk sztuki, konserwator zabytków związany z Gdańskiem
- Elżbieta Rogala-Kończak – absolwentka elektroniki, samorządowiec, radna Rady Powiatu Wejherowskiego oraz Rady Miasta Rumi, przez trzy kadencje burmistrz miasta Rumi
- Edmund Romer – konstruktor, metrolog, organizator przemysłu precyzyjnego
- Leszek Solski – działacz Rodzin Katyńskich
- Stanisław Sołdek – robotnik, stoczniowec, jego imię nosi rudowęglowiec SS „Sołdek”
- Jacek Starościak – pierwszy po przemianach demokratycznych prezydent Gdańska (1990–1991)
- Jan Zarębski – absolwent Wydziału Chemicznego, biznesmen (Nata, Lonza), pierwszy marszałek Województwa Pomorskiego

## Patroni
- Jan Heweliusz[104] (ur. 28.01.1611 Gdańsk, zm. 28.01.1687 Gdańsk), gdański astronom i geodeta, piwowar, ławnik i rajca, syn Abrahama Hewelke i Korduli z Heckerów. Najwybitniejszy po Mikołaju Koperniku astronom na ziemiach polskich. Konstruktor przyrządów astronomicznych, wynalazca zegara wahadłowego, peryskopu i śruby mikrometrycznej, twórca pierwszego na świecie wielkiego obserwatorium astronomicznego wyposażonego w lunety. 2 października 2011 roku na jednym z dziedzińców Politechniki Gdańskiej odsłonięto relief z portretem Jana Heweliusza autorstwa Roberta Kai.
- Gabriel Fahrenheit[105] (ur. 24.05.1688 Gdańsk, zm. 16.09.1736 Haga), urodzony w Gdańsku fizyk i inżynier, wynalazca termometru rtęciowego i twórca skali temperatury, popularnej w niektórych krajach anglosaskich. Syn kupca Daniela i Concordii z domu Schumann.

## Galeria

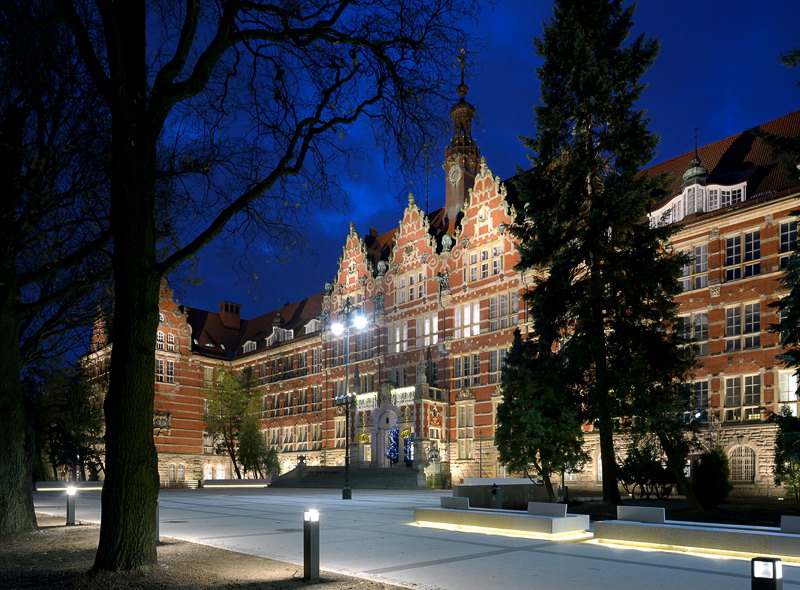
Gmach Główny Politechniki Gdańskiej
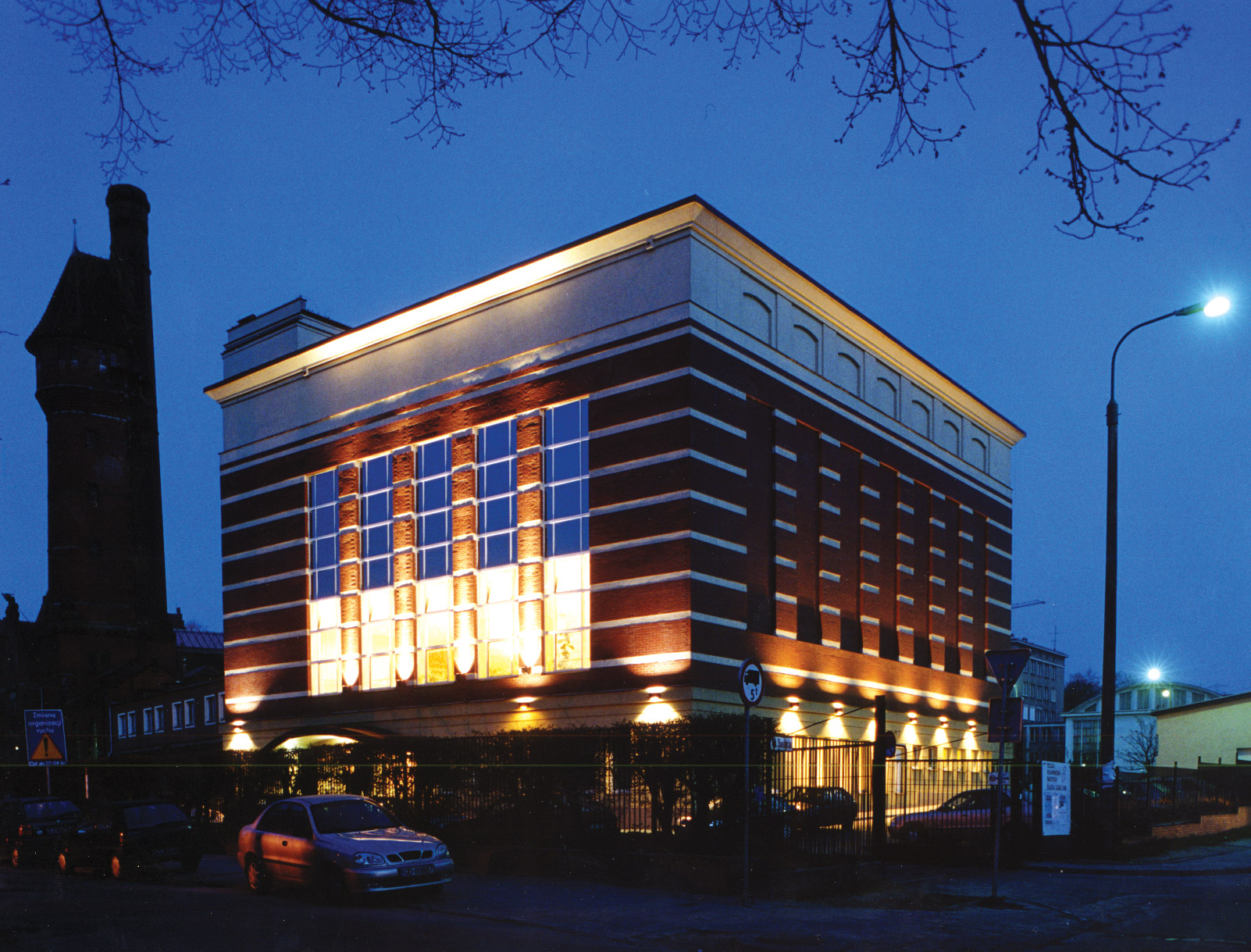
Audytorium Novum
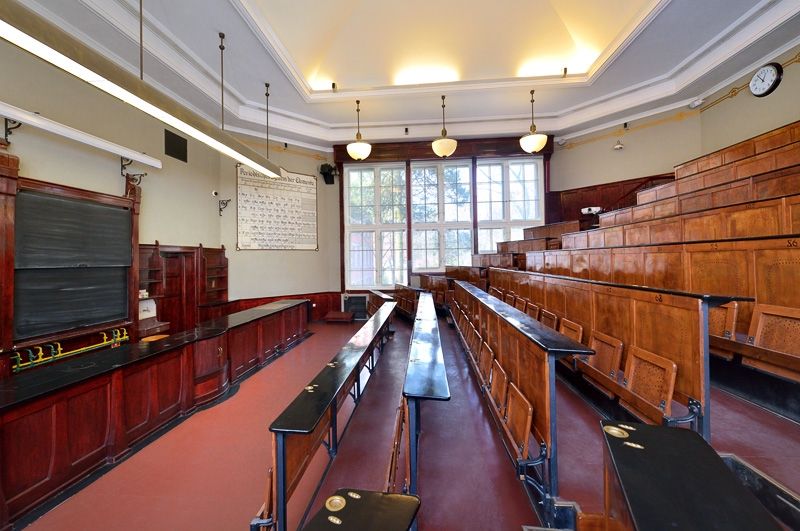
Audytorium Chemiczne z wystrojem z 1904 roku
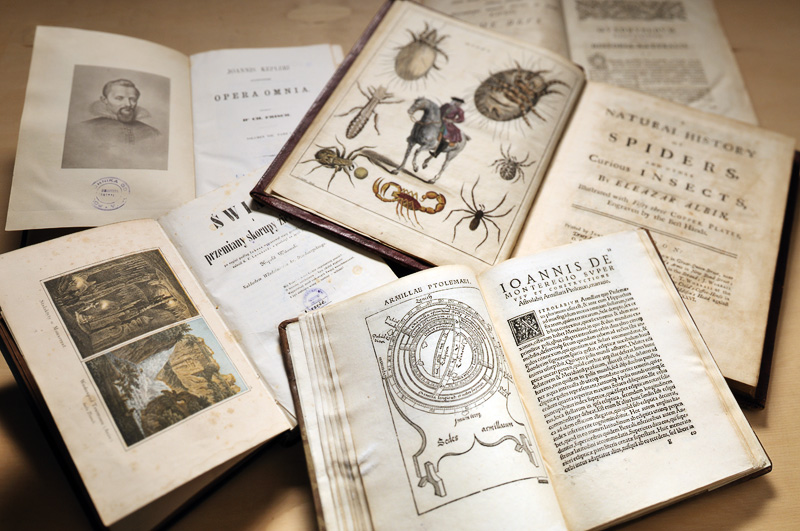
Biblioteka Politechniki Gdańskiej (starodruki)
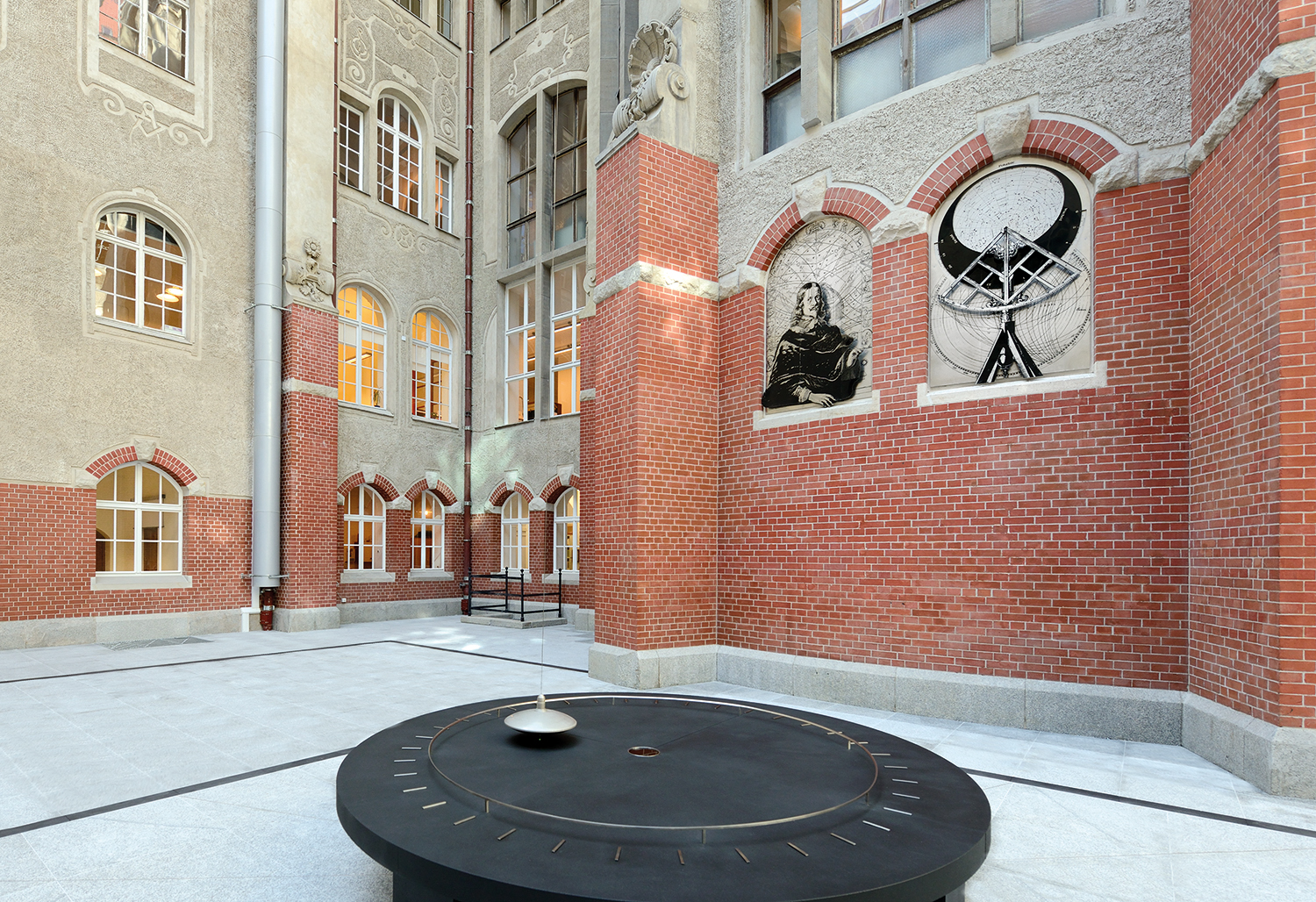
Dziedziniec im. Jana Heweliusza
Dziedziniec im. Jana Heweliusza. Relief z wizerunkiem astronoma
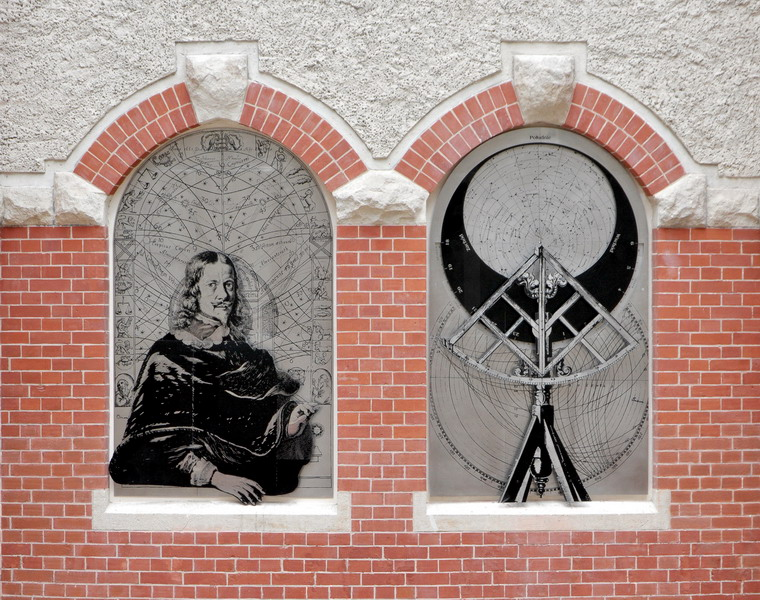
Relief z wizerunkiem Jana Heweliusza
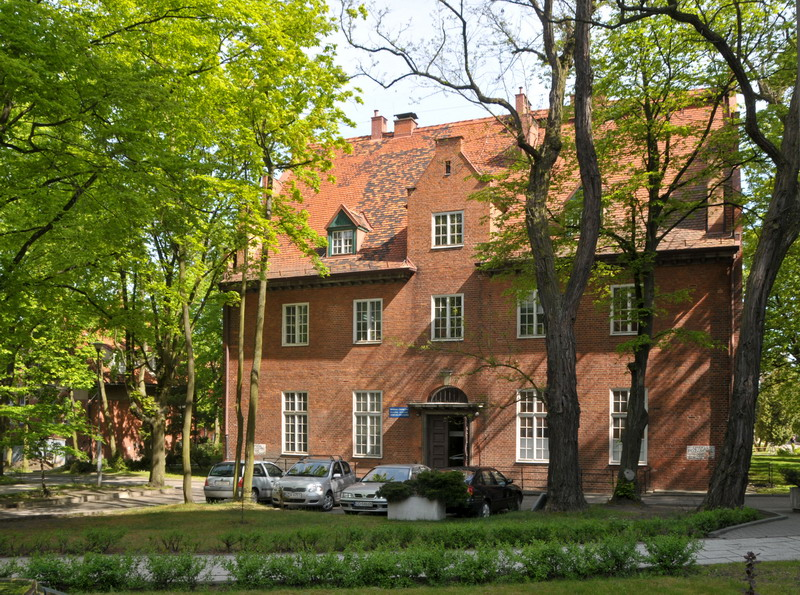
Budynek D Wydziału Chemicznego Inżynieria Chemiczna
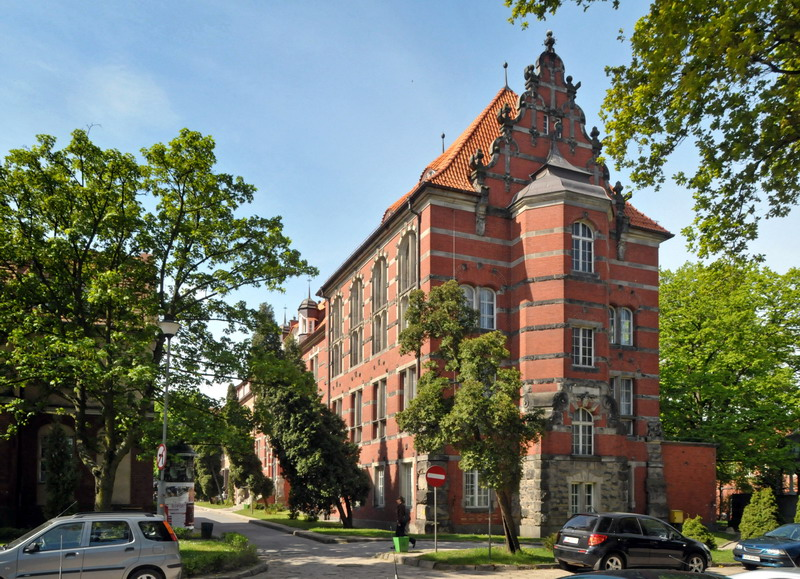
Budynek Wydziału Elektrotechniki i Automatyki
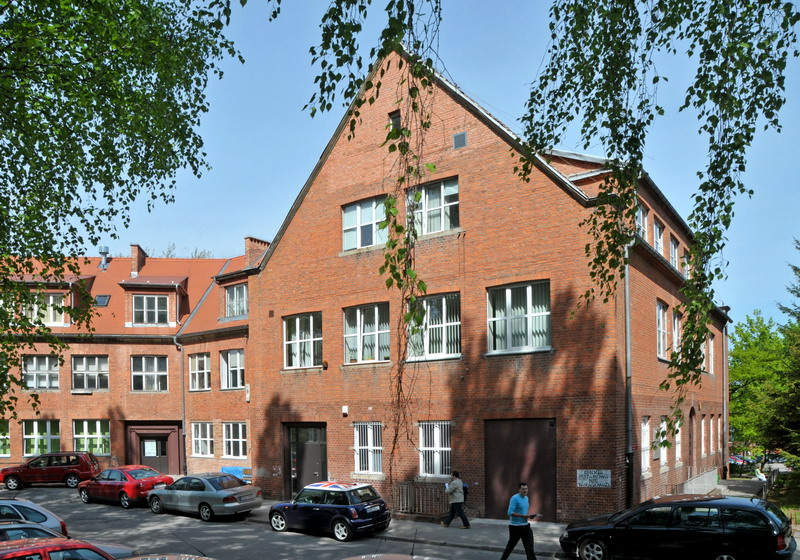
Budynek Wydziału Inżynierii Lądowej i Środowiska Laboratorium Budownictwa
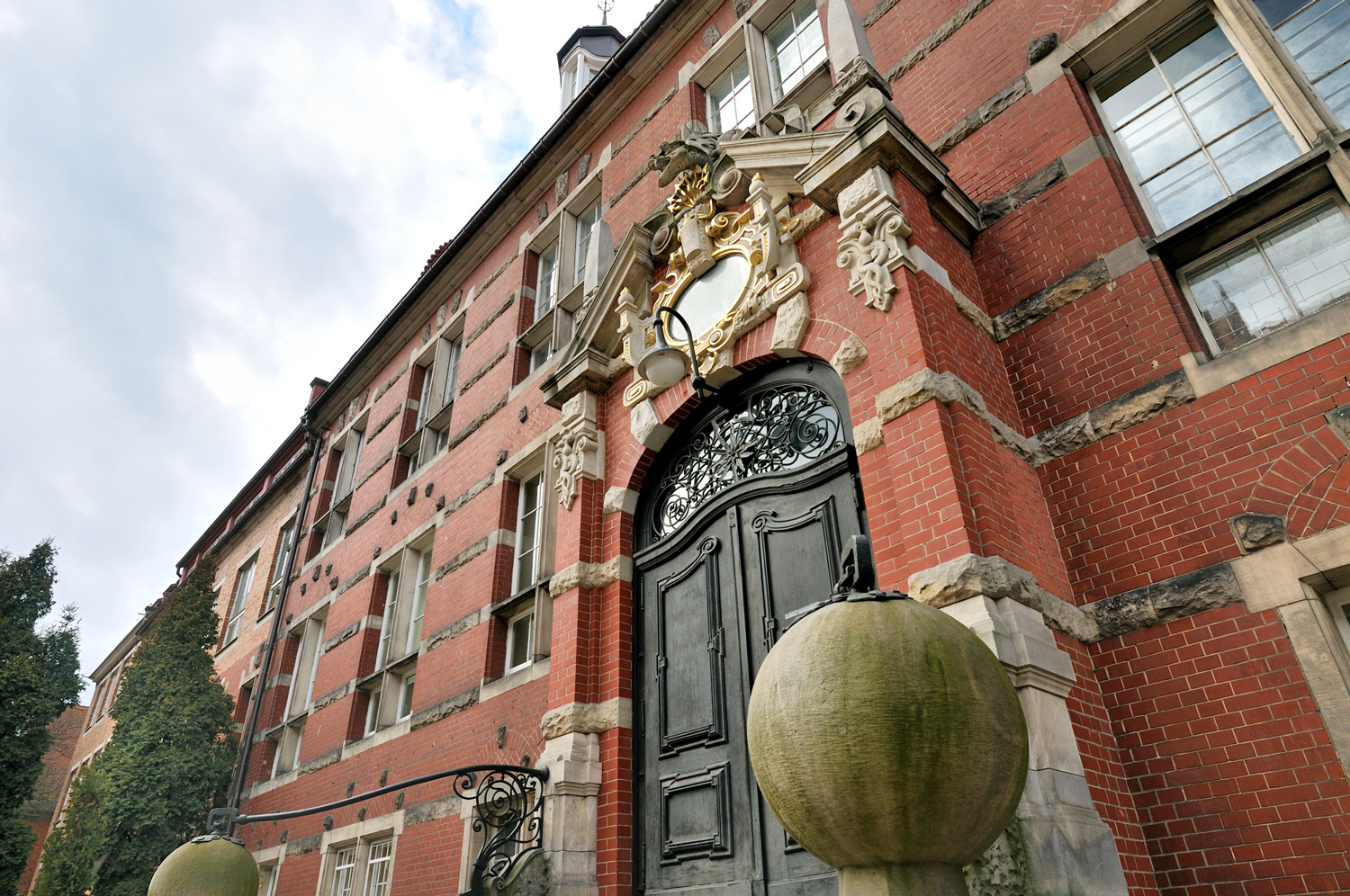
Budynek Wydziału Mechanicznego
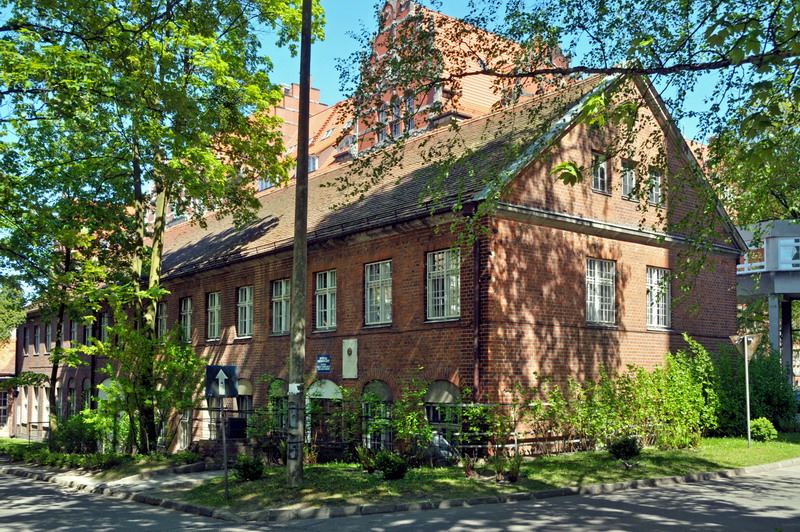
Budynek Wydziału Mechanicznego Hydromechanika
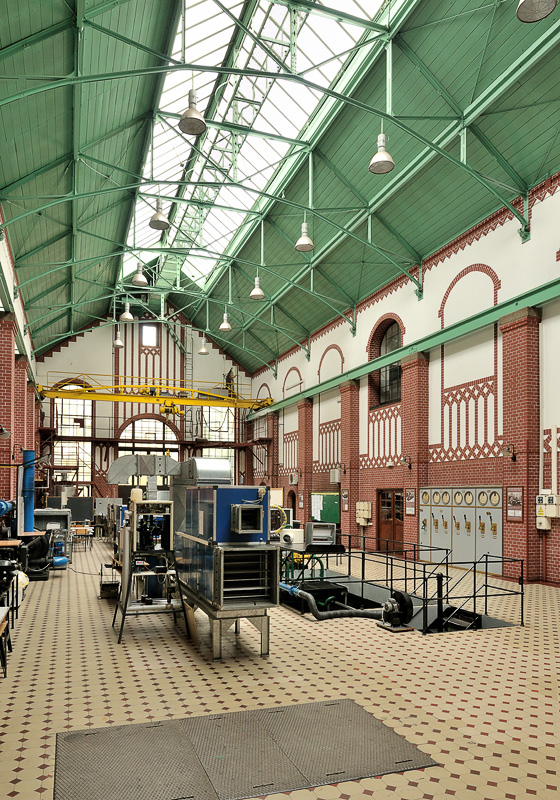
Budynek Wydziału Mechanicznego Laboratorium Maszynowe
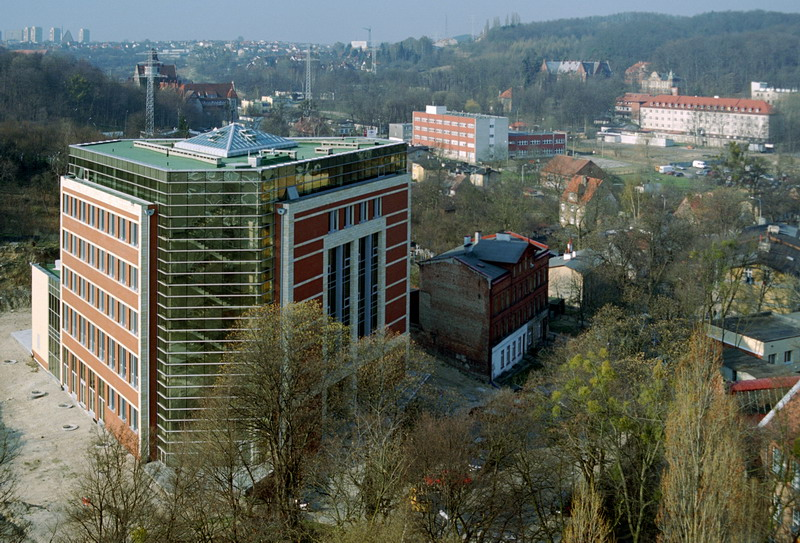
Budynek Wydziału Zarządzania i Ekonomii
Budynek Wydziału Zarządzania i Ekonomii
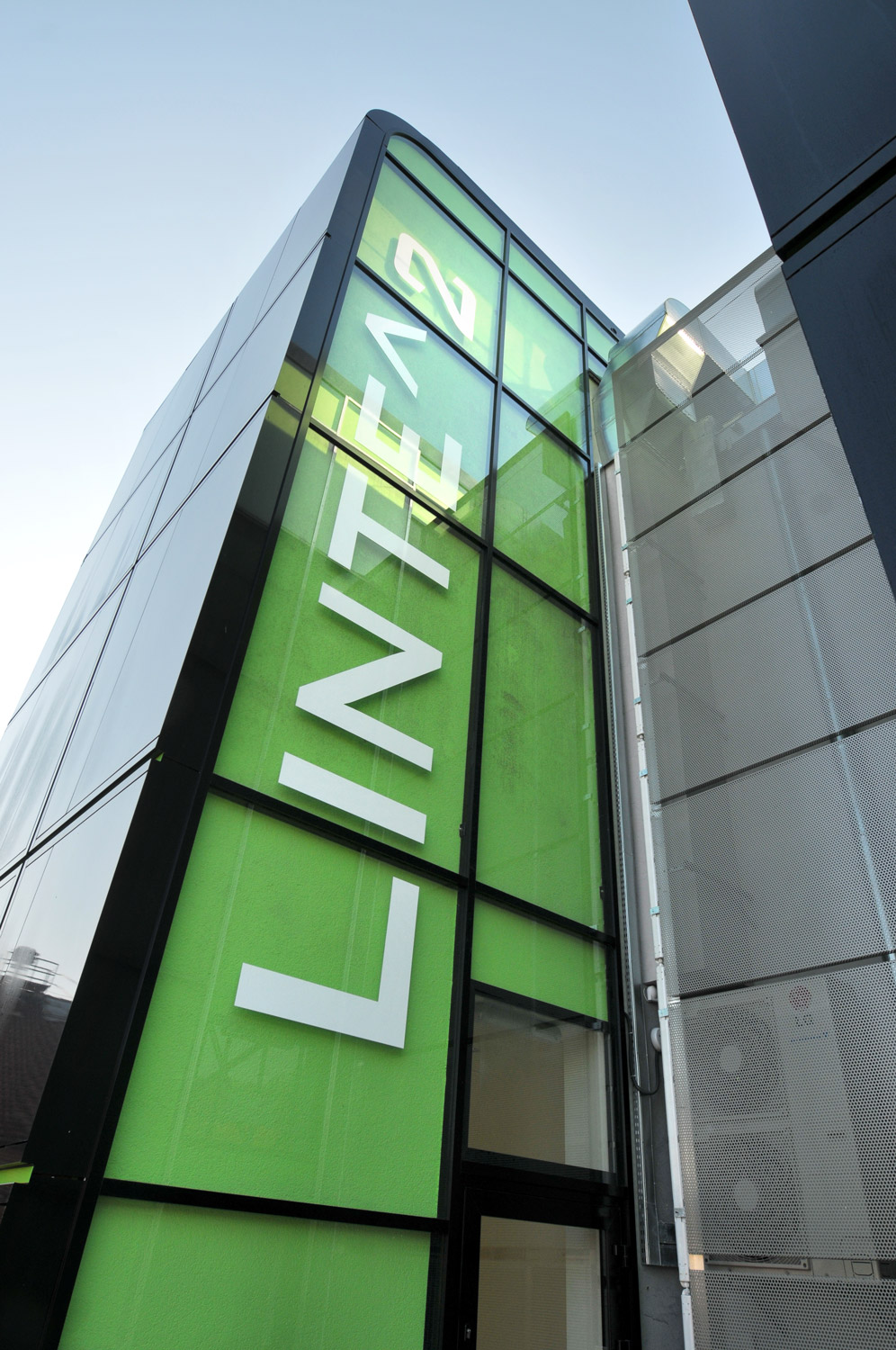
Laboratorium Innowacyjnych Technologii Elektroenergetycznych i Integracji Odnawialnych Źródeł Energii LINTE^2
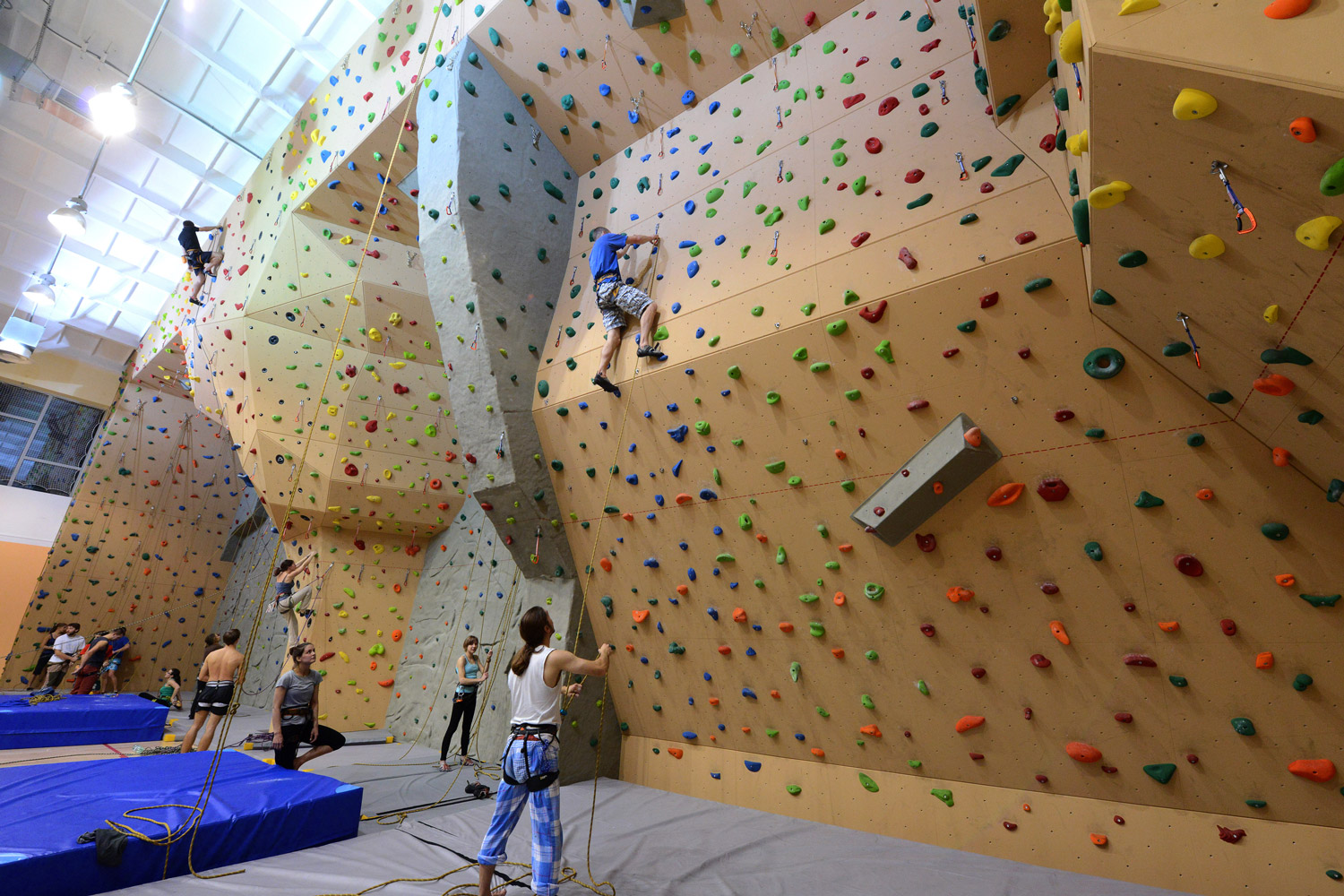
Akademickie centrum sportu
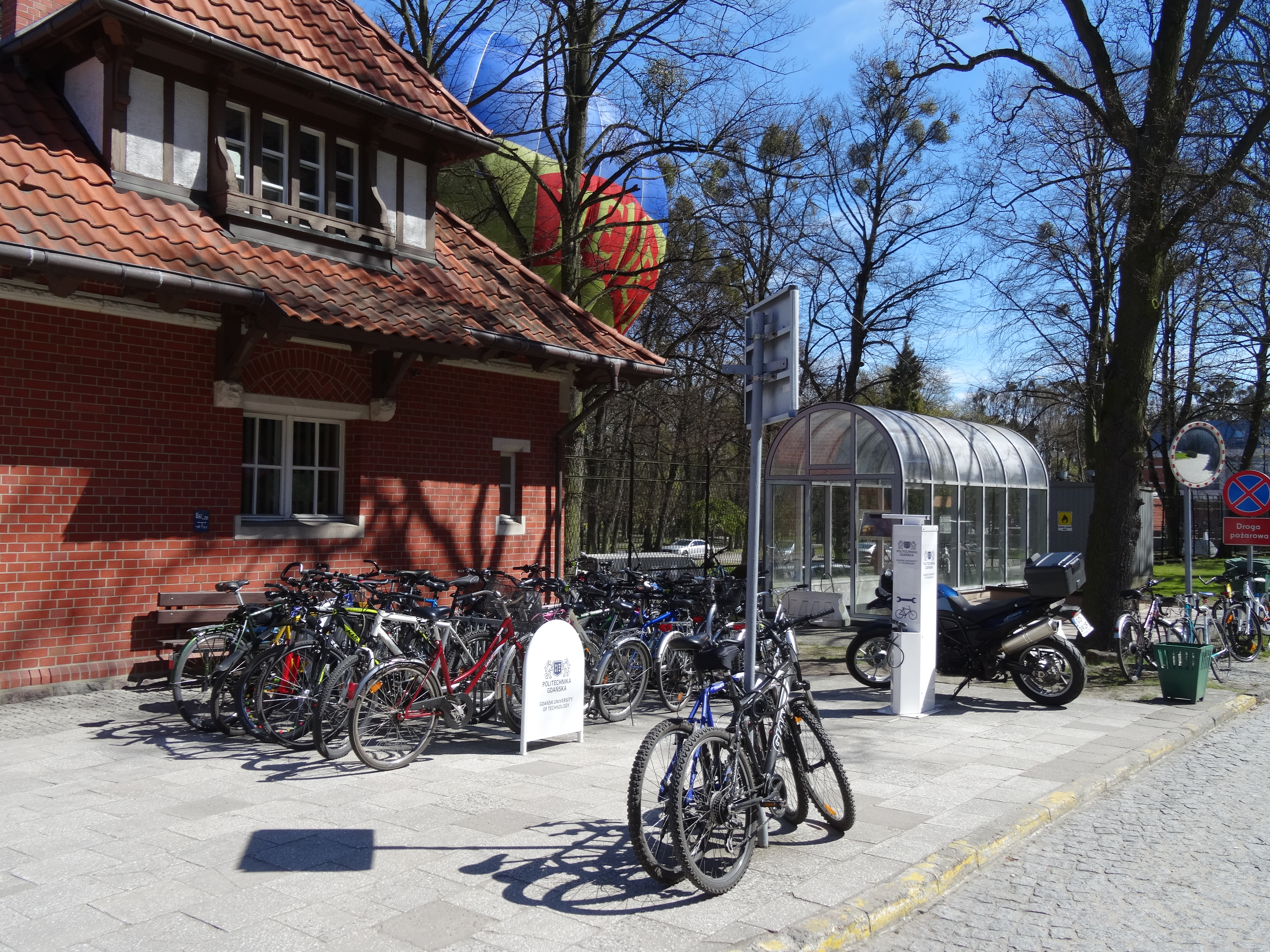
Parking rowerowy i stacja serwisowa przy Gmachu Głównym
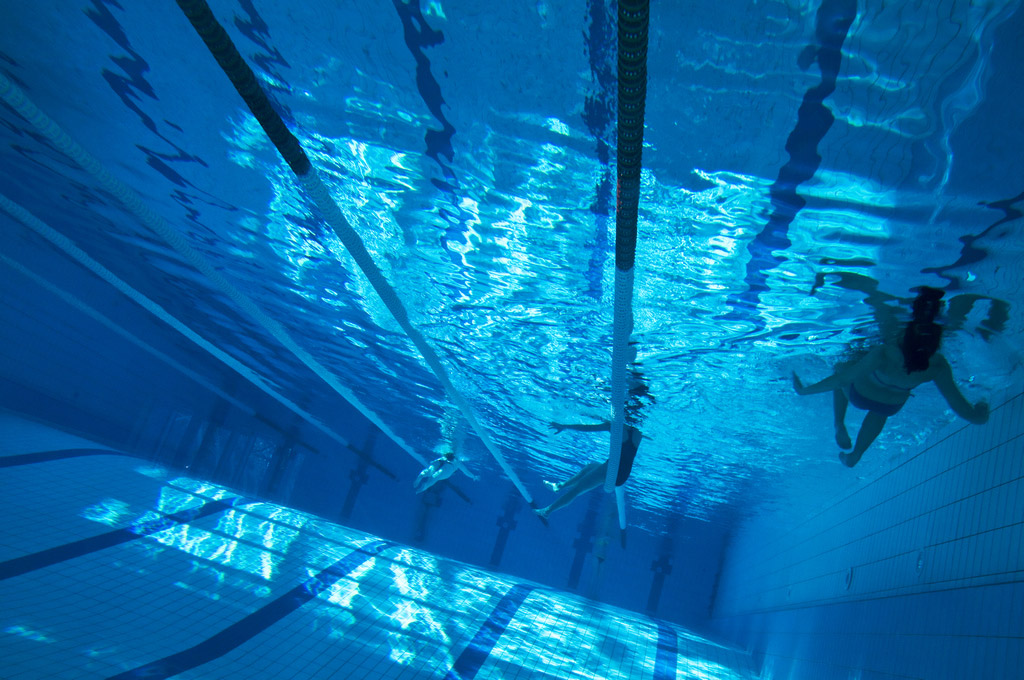
Basen w centrum sportu
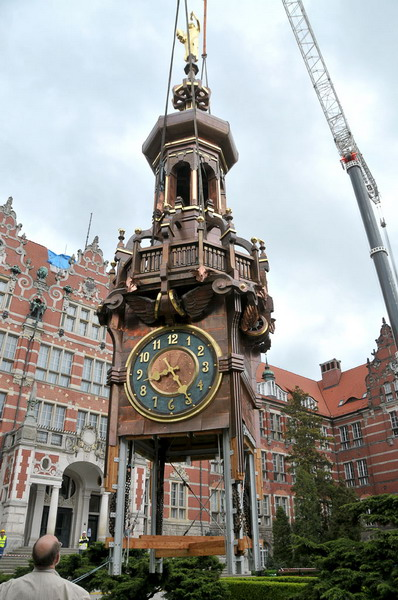
Montaż wieży na Gmachu Głównym Politechniki Gdańskiej
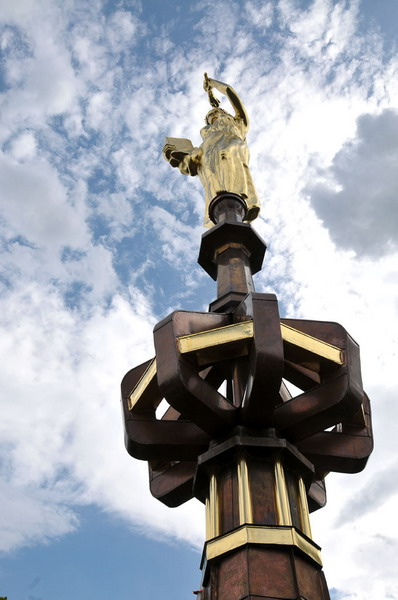
Złota figura Alegorii Nauki na szczycie wieży Gmachu Głównego
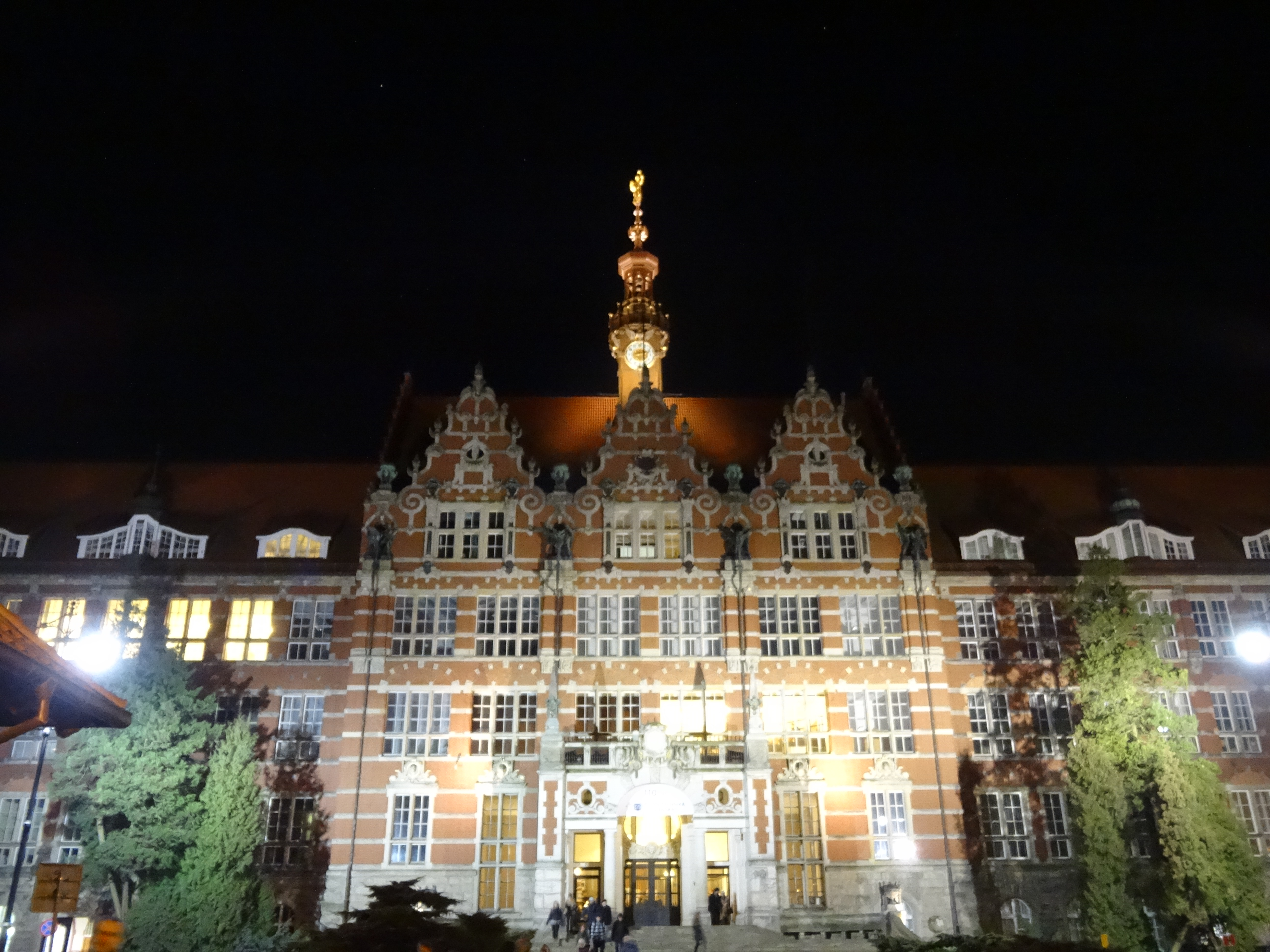
Gmach Główny nocą